# Tournus
Tournus (prononcé : /tuʁny/) est une commune française située dans le département de Saône-et-Loire en région Bourgogne-Franche-Comté.
La commune, située entre Lyon et Dijon sur l'autoroute du Soleil, compte un grand nombre de monuments historiques, dont l'abbaye Saint-Philibert de Tournus, ancien monastère bénédictin et l'Hôtel-Dieu, un ancien hôpital, construit au XVIIe siècle qui héberge le musée Greuze, consacré au  peintre et dessinateur français, Jean-Baptiste Greuze, natif de Tournus.

## Géographie

### Description et situation
Cette ville du Val de Saône, petite capitale du Tournugeois, est située en Bourgogne, à égale distance de Dijon et Lyon. Au niveau départemental, elle est le point de contact entre le Mâconnais et le Chalonnais et se trouve à la limite entre les parlers d'oïl et le francoprovençal.
Avec 1 462 hectares (soit 14,62 km²), Tournus est, par la superficie, la plus vaste commune de la communauté de communes du Mâconnais-Tournugeois (devant Montbellet, Boyer et Lugny).
La commune est située (par la route) à 96 kilomètres de Dijon, préfecture de la région Bourgogne-Franche-Comté, à 105 kilomètres de Lyon, à 364 kilomètres de Paris et à 416 kilomètres de Marseille.

### Communes limitrophes
Le territoire de la commune est limitrophe de ceux de neuf autres communes :

### Hydrographie

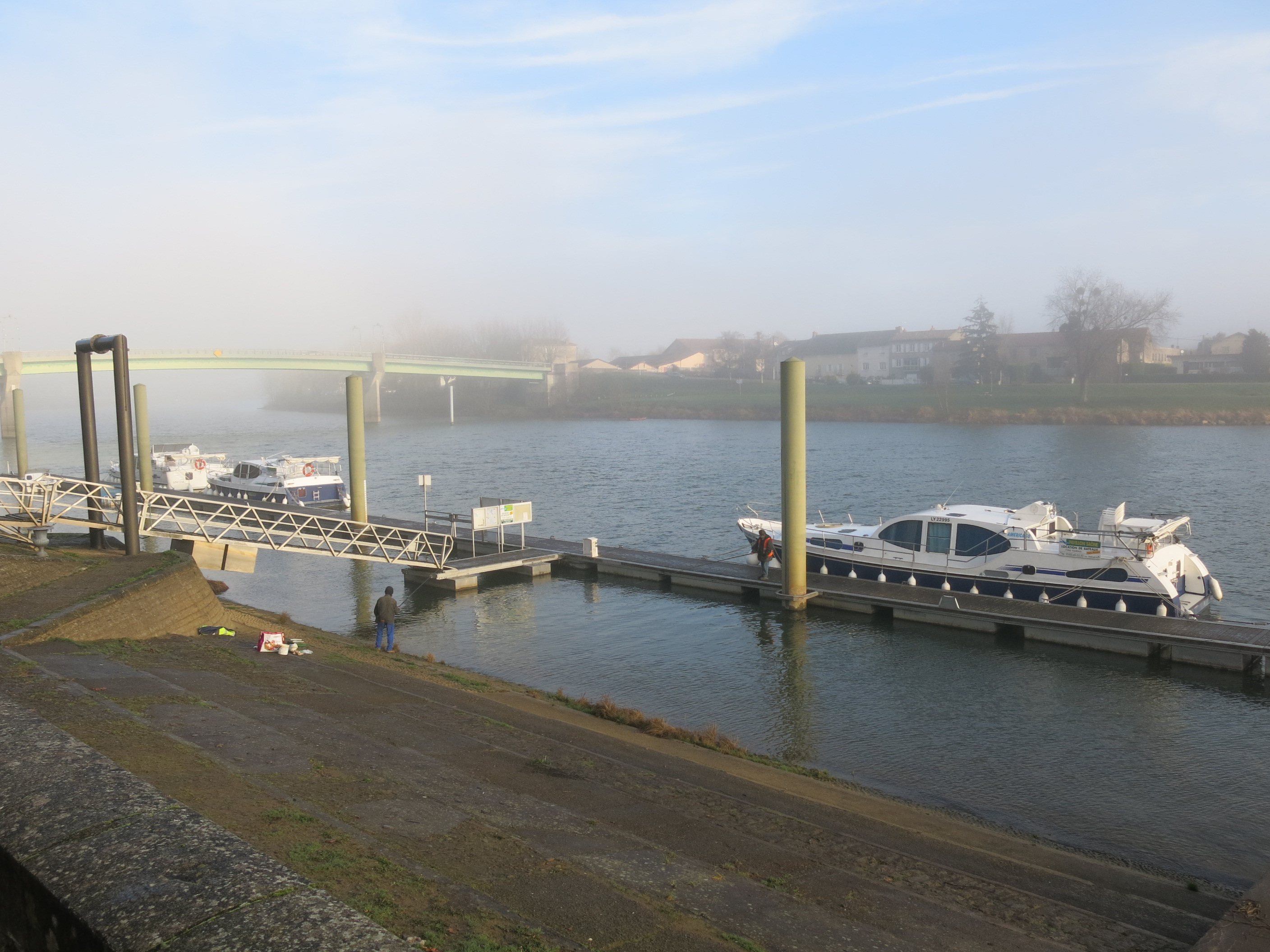
Bords de Saône à Tournus.

La Saône, un des principaux affluents du Rhône, traverse le territoire communal selon un axe nord-sud.
Le ruisseau de la Dolive est le seul cours d'eau, affluent de la Saône, à traverser le territoire de la commune d'ouest en est. Ce ruisseau qui passe sous l'autoroute A6 a subi une importante pollution, en 2009, à la suite d'un accident sur cette voie.
Le bief Potet est un petit cours qui s'écoule dans la commune. Celui-ci a fait l'objet d'un projet d’expérimentation de lutte contre une plante invasive, la renouée du Japon à l'initiative des élèves du lycée d'horticulture de Tournus.

### Climat
Pour des articles plus généraux, voir Climat de la Bourgogne-Franche-Comté et Climat de Saône-et-Loire.
En 2010, le climat de la commune est de type climat océanique dégradé des plaines du Centre et du Nord, selon une étude du Centre national de la recherche scientifique s'appuyant sur une série de données couvrant la période 1971-2000. En 2020, Météo-France publie une typologie des climats de la France métropolitaine dans laquelle la commune est exposée à un climat semi-continental et est dans la région climatique  Bourgogne, vallée de la Saône, caractérisée par un bon ensoleillement (1 900 h/an), un été chaud (18,5 °C), un air sec au printemps et en été et des vents faibles. 
Pour la période 1971-2000, la température annuelle moyenne est de 11,6 °C, avec une amplitude thermique annuelle de 18 °C. Le cumul annuel moyen de précipitations est de 867 mm, avec 11,6 jours de précipitations en janvier et 7,2 jours en juillet. Pour la période 1991-2020, la température moyenne annuelle observée sur la station météorologique de Météo-France la plus proche, « Romenay », sur la commune de Romenay à 14 km à vol d'oiseau, est de 11,8 °C et le cumul annuel moyen de précipitations est de 983,9 mm. 
La température maximale relevée sur cette station est de 40,7 °C, atteinte le 12 août 2003 ; la température minimale est de −19,5 °C, atteinte le 17 janvier 1985,,. 
Les paramètres climatiques de la commune ont été estimés pour le milieu du siècle (2041-2070) selon différents scénarios d'émission de gaz à effet de serre à partir des nouvelles projections climatiques de référence DRIAS-2020. Ils sont consultables sur un site dédié publié par Météo-France en novembre 2022.

### Voies de communication et transports

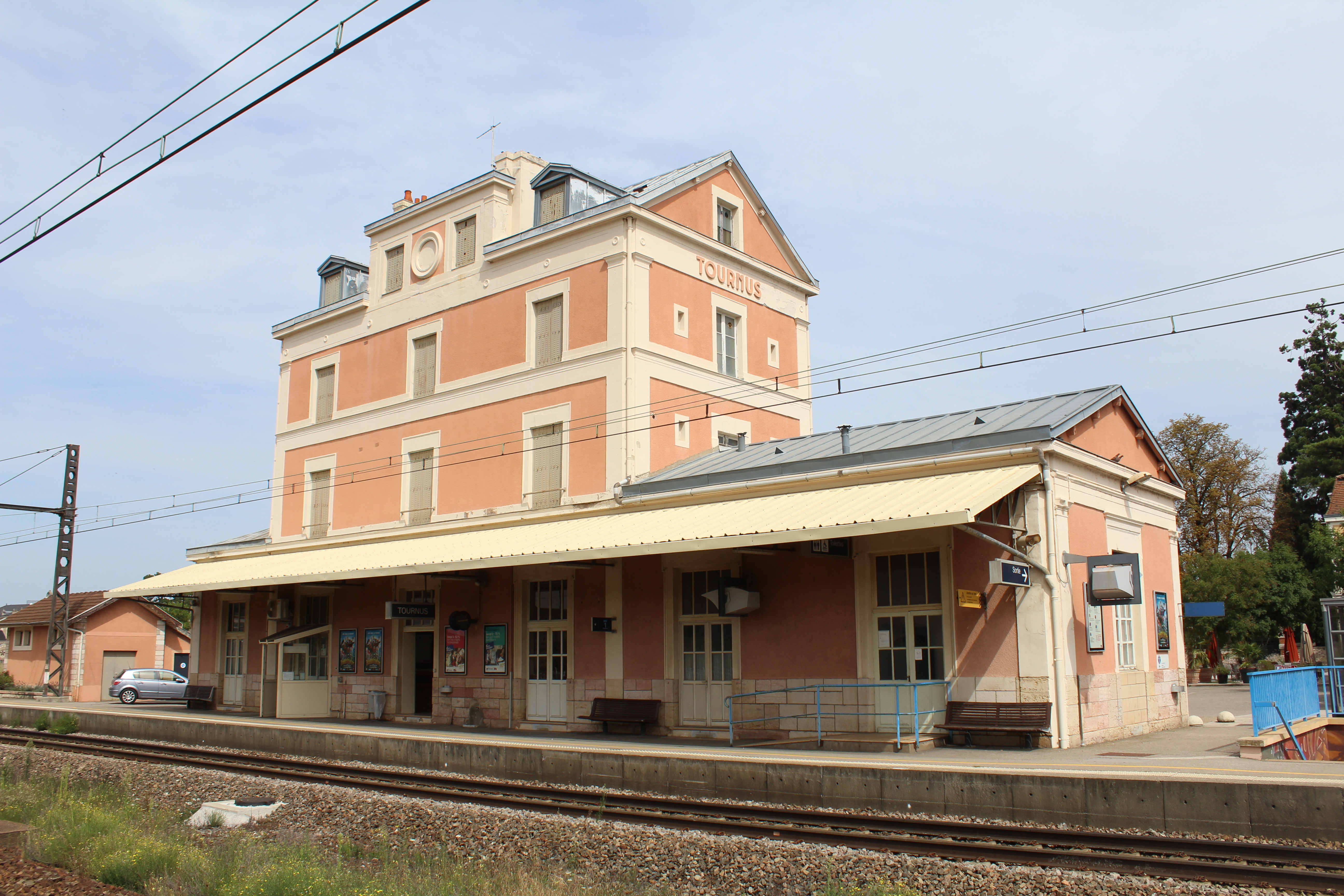
Gare SNCF de Tournus.

#### Voies routières
Le territoire communal est traversé par la route nationale 6 et desservi par l'autoroute A6
- 27 à 355 km : Tournus (N 6).

#### Voie ferroviaires
La gare de Tournus est desservie par des TER Bourgogne des relations entre les gares de Dijon-Ville ou Paris-Bercy à Lyon et Chalon-sur-Saône à Mâcon-Ville.

#### Les ponts de Tournus
Deux ponts permettent de relier Tournus à Louhans et au Jura.
Le premier pont, construit en charpente avec piles et culées en maçonnerie, remplaça les bacs jusque-là en service et ouvrit en 1802. Construit sur fonds privés, il comportait cinq travées. Il fut remplacé en 1838 par un pont suspendu. En 1867, ce dernier était en mauvais état et dut être remplacé par un nouveau pont en pierre, qui entra en service en 1869 (pont frappé d'un droit de péage jusqu'en 1920). Il permettait au tacot (le train à voie métrique allant de Tournus à Louhans) de franchir la Saône. Ce pont fut détruit par l'armée allemande en retraite le 3 septembre 1944. Une passerelle provisoire en bois fut tout d'abord construite au niveau de la rue du Bac. Puis ce pont fut remplacé par un nouveau pont suspendu. Celui-ci s'avéra fragile et il dut être remplacé par un nouveau pont – bipoutre acier et béton – en 1988. En 2012, ce pont fut renommé pont Roger-Gautheron, du nom du maire de la ville de 1977 à 1991.
Le second pont, dit le grand pont de Tournus ou pont Sud de Tournus, consiste en un ouvrage en béton armé à trois arches en plein cintre. Inauguré en 1951, il permet de rejoindre Louhans sans traverser la cité abbatiale ; il est adapté à un plus grand trafic.

## Urbanisme

### Typologie
Au 1er janvier 2024, Tournus est catégorisée bourg rural, selon la nouvelle grille communale de densité à sept niveaux définie par l'Insee en 2022.
Elle appartient à l'unité urbaine de Tournus, une unité urbaine monocommunale constituant une ville isolée,. Par ailleurs la commune fait partie de l'aire d'attraction de Tournus, dont elle est la commune-centre,. Cette aire, qui regroupe 14 communes, est catégorisée dans les aires de moins de 50 000 habitants,.

### Occupation des sols
L'occupation des sols de la commune, telle qu'elle ressort de la base de données européenne d’occupation biophysique des sols Corine Land Cover (CLC), est marquée par l'importance des territoires agricoles (58,3 % en 2018), en diminution par rapport à 1990 (61 %). La répartition détaillée en 2018 est la suivante : zones agricoles hétérogènes (28,3 %), zones urbanisées (26,6 %), prairies (17,1 %), terres arables (12,9 %), eaux continentales (7,2 %), zones industrielles ou commerciales et réseaux de communication (5,9 %), forêts (2 %). L'évolution de l’occupation des sols de la commune et de ses infrastructures peut être observée sur les différentes représentations cartographiques du territoire : la carte de Cassini (XVIIIe siècle), la carte d'état-major (1820-1866) et les cartes ou photos aériennes de l'IGN pour la période actuelle (1950 à aujourd'hui).

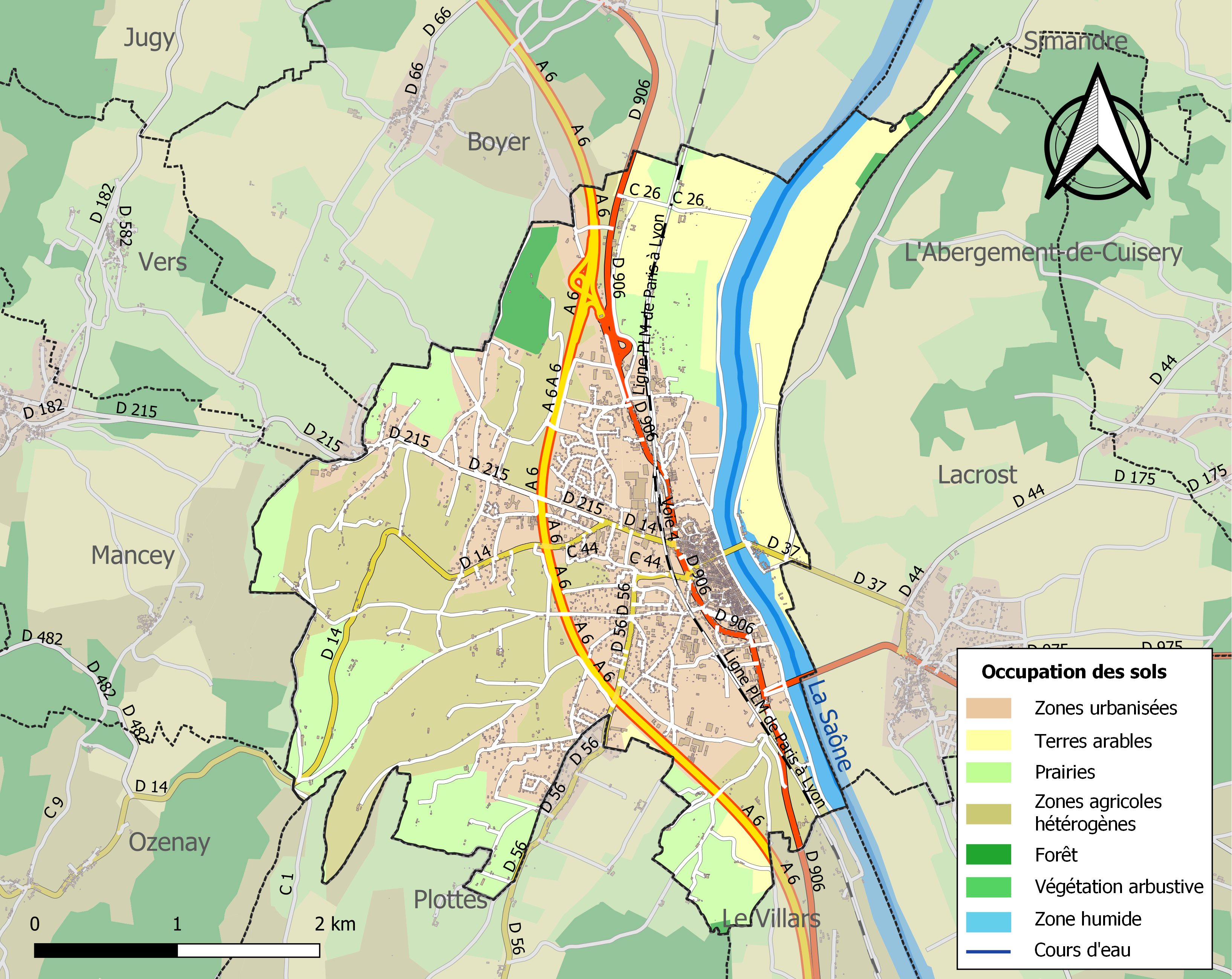
Carte des infrastructures et de l'occupation des sols de la commune en 2018 (CLC).

### Plan local d'urbanisme
L'urbanisme sur le territoire de Tournus est régi par un plan local d'urbanisme intercommunal (PLUi), document d’urbanisme dont le territoire d’effet n'est plus la commune mais la communauté de communes, soit vingt-quatre communes membres réparties sur le Haut-Mâconnais et le Tournugeois.
Ce document stratégique traduit les principes d’aménagement du territoire et constitue un outil réglementaire fixant les règles de construction et d’occupation des sols applicables sur le territoire de l'intercommunalité du Mâconnais-Tournugeois, d'où son contenu : un rapport de présentation retraçant le diagnostic du territoire, un projet d’aménagement et de développement durable (PADD) exposant la stratégie intercommunale, des orientations d’aménagement et de programmation (OAP) définissant les conditions d’aménagements de certains quartiers/ilots (cas particuliers), un règlement fixant les règles d’utilisation et de droit des sols ainsi que des annexes (plan de zonage, liste des servitudes, etc.).
Le PLUi du Mâconnais-Tournugeois, fruit d'un processus lancé par la communauté de communes en 2016, a définitivement été adopté par le conseil communautaire le 21 décembre 2023. Il est entré en vigueur le 12 mars 2024.

### Hameaux et lieux-dits
Voici, ci-dessous, la liste la plus complète possible des divers hameaux, quartiers et lieux-dits résidentiels urbains comme ruraux, ainsi que les écarts qui composent le territoire de la commune de Biol, présentés selon les références toponymiques fournies par le site géoportail de l'Institut géographique national.
| Rive droite - la Charette - Prés des Moitiés - Rive Gauche - la Levée Rive gauche - les Justices - la Grange | - la Preste - Monplaisir - la Varette - Boirie - Saint-Jean - Grande Condemine - Petite Condemine - la Lorine - Beauregard | - l'Arpent - Crot de l'orme - La Croix Léonard - Croix Vacher - les Perrières - l'Abbaye - l'Ostange - Montfalcon - l'Ormeteau | - Belnay - Sur les Moulins - la Madeleine - le Roy Guillaume - la Croisette - les Sept Fontaines - l'Ormoy - la Julienne - l'Ambre | - Baraban - Croix Machoux - Champ Brulé - Beaufer - Champ Sémard - Moulin Vernay - Beaufer et Petit Beaufer - En Bout - le Pas Fleuri |

### Risques naturels et technologiques

#### Risques sismiques
La totalité du territoire de la commune de Tournus est situé en zone de sismicité no 2, comme la plupart des communes de son secteur géographique et de la vallée de la Saône.
| Type de zone | Niveau           | Définitions (bâtiment à risque normal) |
| ------------ | ---------------- | -------------------------------------- |
| Zone 2       | Sismicité faible | accélération = 0,84 m/s2               |

#### Autres risques
La ville de Tournus, ainsi que l'ensemble des communes riveraines de la Saône, bénéficie d'un plan de prévention des risques d'inondation (PPRI). Celui-ci vise à prévenir et limiter les conséquences de crues importantes en fixant les règles d'occupation des sols et la construction d'éventuels bâtiments dans les secteurs inondables ainsi que de fixer les recommandations applicables aux biens existants.

## Histoire

Tournus appartient au Pays d'art et d'histoire « Entre Cluny et Tournus » créé en 2010.

### Antiquité et Moyen Âge
Situé dans le pays des Eduens, le secteur de Tournus et de la Basse-Bourgogne se situait en Gaule celtique.
Au début de 197, Septime Sévère arrivé en Gaule par le Jura repoussa son rival Clodius Albinus qui fut vaincu peu après à la bataille de Lyon (février 197). 
Ancienne garnison romaine bâtie au bord de la Saône, ceux-ci l'utilisèrent comme entrepôt de leurs fourrages et de leurs blés, nécessaires au ravitaillement des légions. La cité fut ensuite occupée par les Burgondes au cours de la première moitié du Ve siècle.
Tournus devint un centre religieux important grâce à l'influence de l'abbaye Saint-Philibert, chef-d'œuvre de l'art roman. Noble mérovingien, Filibert mourut et fut enseveli en 685 dans son monastère d'Héri (aujourd'hui Noirmoutier), une île sur l'Atlantique au sud de l'embouchure de la Loire. Dès 799, cette île est victime d'attaques vikings, et après diverses tentatives de résistance armée, il fut nécessaire, en 836, de quitter les lieux. Les Vikings s'en prenant aux reliques chrétiennes, il fut nécessaire d'exhumer et d'emporter le corps de Filibert, contenu dans un important sarcophage. Le lieu de repli était le monastère de Déas (désormais Saint-Philbert-de-Grand-Lieu en Loire-Atlantique).
Mais, en 858, les Normands revinrent attaquer Déas ; les moines s'enfuirent, emmenant avec eux les précieuses reliques de saint Philibert jusqu'à Tournus, où ils arrivèrent en 875. Certains revinrent, plus tard, réoccuper Déas, au XIe siècle, et attendirent le retour des reliques[Information douteuse], restées alors en Bourgogne, où elles sont toujours aujourd'hui.
Pendant la famine de 1030-1033, un boucher de Tournus est brûlé vif pour avoir fabriqué des pâtés avec des enfants,.
Avant 1087 : rédaction par Falcon, moine de Tournus, à la demande de l'abbé Pierre, de la Chronique de Tournus.
En 1377, un « hôpital pour les pauvres, apparemment dédié à saint Jean-Baptiste », est attesté sur la route de Mâcon.

### Époque moderne
À la veille de la Révolution, Tournus disposait d'un relais de poste aux chevaux, implanté entre celui de Sennecey-le-Grand et celui de Saint-Albain, disposant de 26 chevaux (en 1786).

### Époque contemporaine

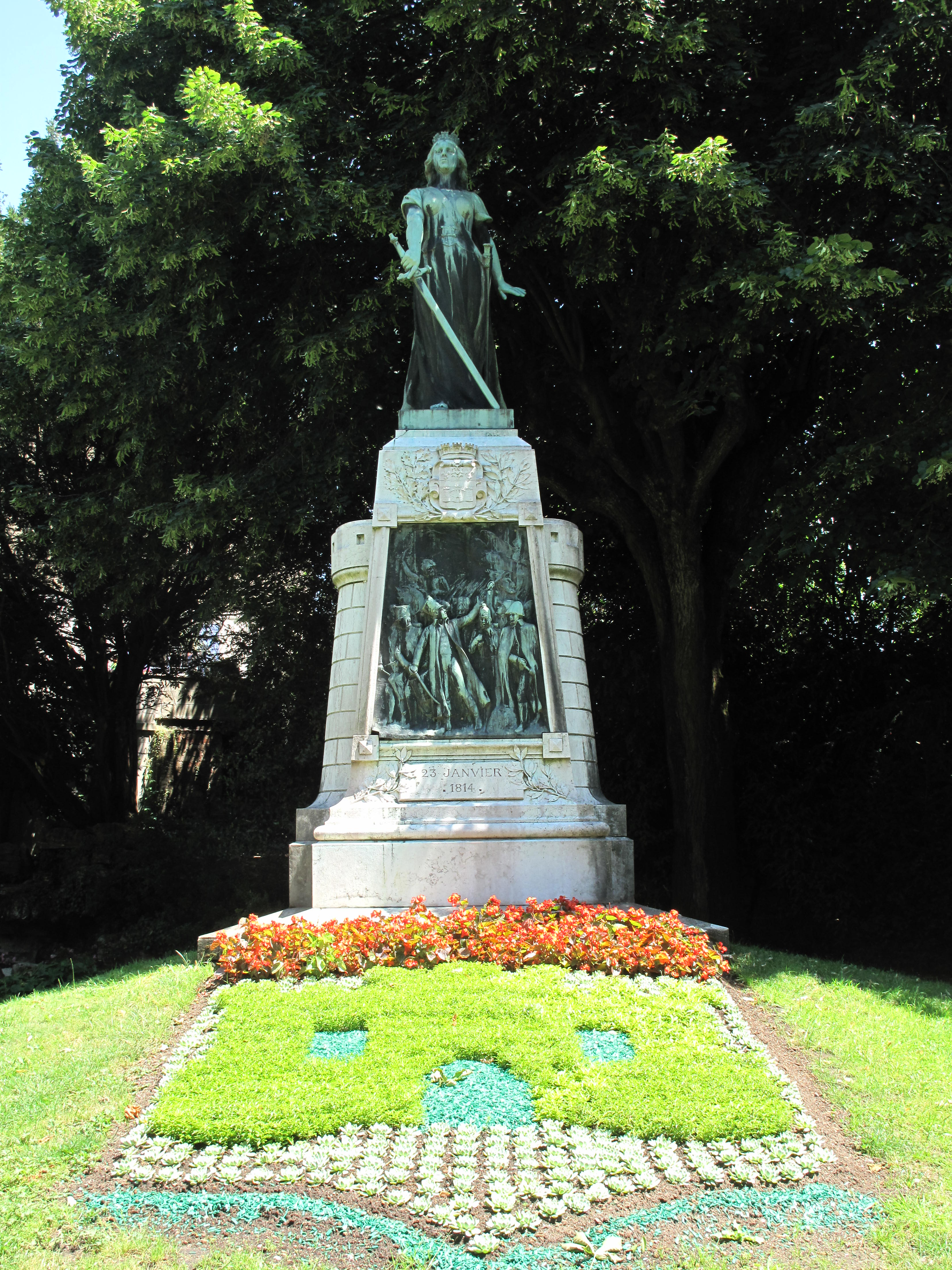
Monument à la mémoire des Tournusiens s'étant engagés dans l'armée en 1814.

#### Révolution française
En prévision des états généraux de 1789, Jean Ducret, curé de la paroisse Saint-André de Tournus, est élu député du clergé du bailliage de Mâcon.

#### XIXesiècle
Durant l'invasion des forces alliées de 1814 après la retraite de Russie, la plupart des villes françaises se rendent sans résistance. Les habitants de Tournus résistent au contraire et fournissent des soldats pour tenter de reprendre la ville voisine de Mâcon. Napoléon est exilé à l'île d'Elbe mais il n'oubliera pas le sacrifice des Tournusiens et décernera à son retour la Légion d'honneur à la ville de Tournus, le 22 mai 1815. Le 14 mars 1815, de neuf heures à midi, l'Empereur, en route pour Paris, avait fait une halte à Tournus.
En 1874, Tournus se connecte au réseau télégraphique dont la Saône-et-Loire dispose depuis 1852 pour permettre la transmission rapide des dépêches via la télégraphie électrique.

#### XXeetXXIesiècles
Durant la Seconde Guerre mondiale, la ville de Tournus est investie par les troupes allemandes le jour de l'appel du 18 juin 1940. La ville se situe ensuite au sud de la ligne de démarcation qui coupe la France en deux et passe quelques kilomètres au nord. La cité sera libérée le 2 septembre 1944.
Dans la nuit du 28 au 29 mai 1968, Tournus et le Tournugeois (ainsi qu'une partie du Haut-Mâconnais) sont frappés par un orage d'une extrême violence dont les eaux causent de graves dégâts à la ville et dans de nombreux villages : « À 23 h 30, la sirène avertissait les pompiers : une masse d'eau venant des Sept Fontaines traversait la RN 6, arrêtant la circulation, s'engouffrait rue de la Tannerie, rue Greuze, rue de l'Hôpital, et arrivant place de l'Hôtel-de-Ville (socle de Greuze non atteint) avant d'atteindre les quais, par la rue du Bac, ravageant tout sur son passage. [...] Le mercredi matin 29 mai, la population, qui ne s'était pas couchée, restait médusée devant l'ampleur du sinistre. »

## Politique et administration

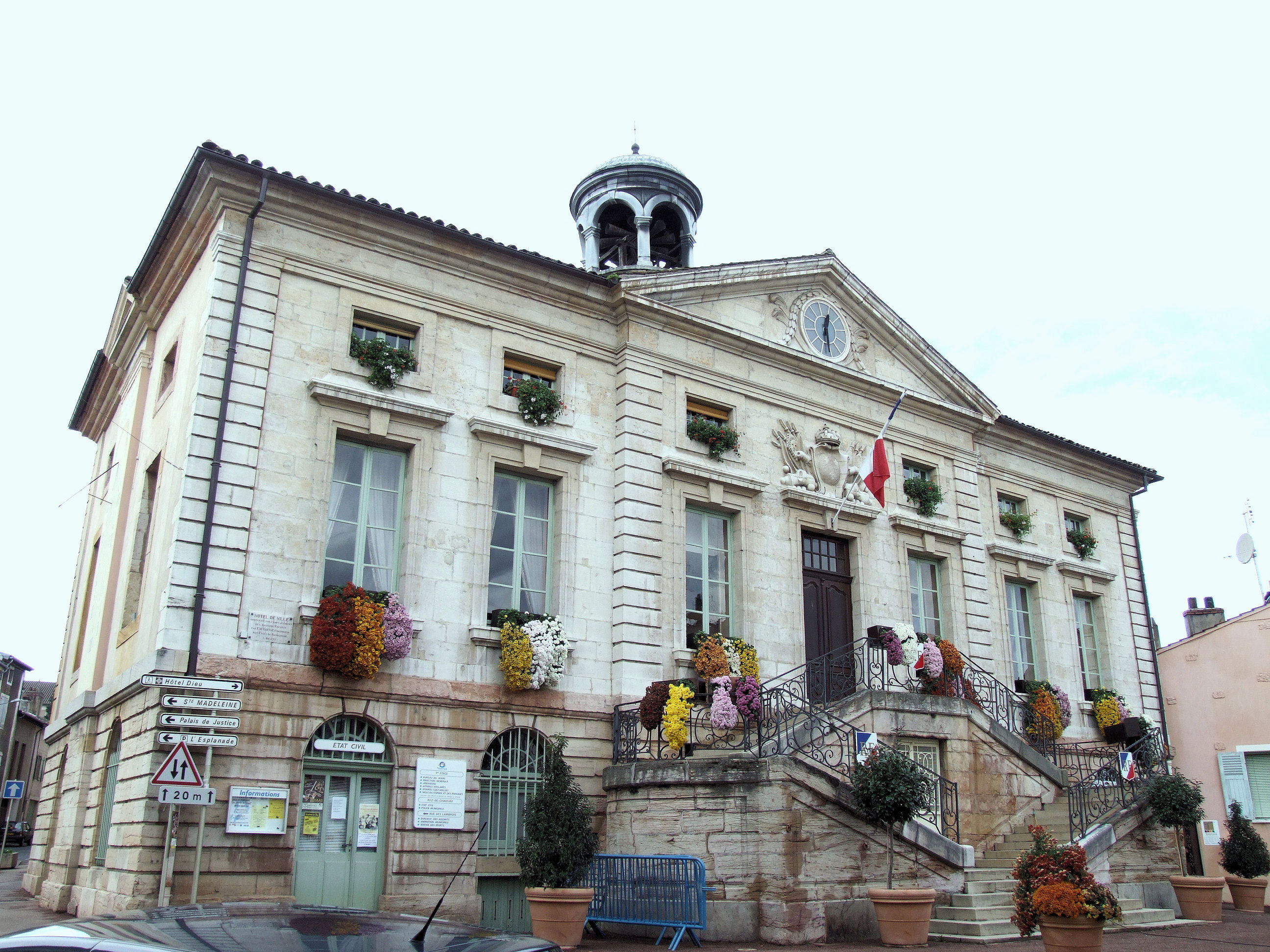
Hôtel de ville de Tournus.

### Tendances politiques et résultats

#### Élections présidentielles
La ville de Tournus place en tête, à l'issue du premier tour de l'élection présidentielle française de 2017, Emmanuel Macron avec 24 % des suffrages. Ainsi que lors du second tour, avec 67 %.

#### Élections législatives
La ville de Tournus fait partie de la quatrième circonscription de Saône-et-Loire et place lors du 1er tour des élections législatives françaises de 2017 Catherine Gabrelle (LAREM) avec 31 % des suffrages. Mais lors du second tour, il s'agit de Cécile Untermaier (PS) qui arrive en tête avec 56 % des suffrages.
Lors du 1er tour des élections législatives françaises de 2022, Cécile Untermaier (PS), députée sortante, arrive en tête avec 40,93 % des suffrages comme lors du second tour, avec cette fois-ci, 65,36 % des suffrages.

#### Élections régionales
La ville de Tournus place la liste « Notre région par cœur », menée par Marie-Guite Dufay, présidente sortante (PS), en tête dès le 1er tour des élections régionales de 2021 en Bourgogne-Franche-Comté, avec 36 % des suffrages.
Lors du second tour, les habitants décident de placer de nouveau la liste de « Notre région par cœur » en tête, avec cette fois-ci, près de 52 % des suffrages. Devant les autres listes menées par Gilles Platret (LR) en seconde position avec 28 %, Julien Odoul (RN), troisième avec 14 % et en dernière position celle de Denis Thuriot (LaREM) avec 6 %. Il est important de souligner une abstention record lors de ces élections qui n'ont pas épargné la ville de Tournus avec lors du premier tour 73 % d'abstention et au second, 69 %.

#### Élections départementales
La ville de Tournus fait partie du canton de Tournus. Les électeurs de la ville placent le binôme de Jean-Claude Becousse (DVD) et Colette Beltjens (DVD), en tête, dès le 1er tour des élections départementales de 2021 en Saône-et-Loire avec 55,07 % des suffrages.
Lors du second tour de ces mêmes élections, les habitants décideront de placer de nouveau le binôme Becousse-Beltjens en tête, avec cette fois-ci, près de 65 % des suffrages. Devant l'autre binôme menée par Delphine Dugué (DVG) et Mickaël Maniez (DVG) qui obtient 35 %. Il est important de souligner une abstention record lors de ces élections qui n'ont pas épargné la ville de Tournus avec lors du premier tour 73 % d'abstention et au second, 69 %.

#### Élections municipales
Lors de l'élection municipale des 23 et 30 mars 2014, quatre listes sont engagées au premier tour : La liste Divers Gauche de Jean Legros (maire sortant) arrive en tête avec 33,19 %, suivie de près par la liste Divers Droite de Claude Roche (32,78 %), puis par la liste UMP de Catherine Legrand Diot (17,73 %) et pour finir par la liste Sans Étiquette de Jean-Paul Meulien (16,28 %). Au deuxième tour, c'est la liste de Claude Roche qui l'emporte sur celle de Jean Legros par 56,50 % à 43,49 %.
Après des démissions de conseillers de la majorité au cours de l'année 2017 à la suite d'un projet de centre commercial, de nouvelles élections ont lieu le 8 octobre 2017. Dès le  premier tour  la liste de Bertrand Veau  l'emporte et gagne cette élection (61,63 %) contre deux autres listes , celle du maire sortant  Claude Roche (23,07 %) et celle de Christian Bernard (15,30 %).

### Administration municipale
Le conseil municipal de Tournus est composé de vingt-neuf membres (quinze hommes et quatorze femmes) dont un maire, huit adjoint au maire, dix conseillers délégués et dix conseillers municipaux.

### Listes des maires
Ont successivement été maires de Tournus :
| Période                                  | Période                                         | Identité         | Étiquette | Qualité |
| ---------------------------------------- | ----------------------------------------------- | ---------------- | --------- | --- |
| avril 1925                               | septembre 1927 (décès)                          | Jean Galopin     | SFIO      | |
| septembre 1927                           | décembre 1932                                   | Émile Jaillet    |           | |
| décembre 1932                            | mai 1935                                        | Léon Godin       | Rad.      | Professeur Conseiller général du canton de Tournus (1921 → 1934) |
| mai 1935                                 | ?                                               | Paul Privey      |           | Médecin |
| Les données manquantes sont à compléter. |                                                 |                  |           | |
| ? (nommé)                                | 22 août 1944 (Otage, fusillé par les Allemands) | Raymond Dorey    |           | |
| décembre 1945                            | juin 1956 (décès)                               | Paul Privey      |           | Médecin |
| juin 1956                                | mars 1959                                       | Léon Barge       |           | |
| mars 1959                                | mars 1977                                       | Raymond Gauthier |           | Garagiste |
| mars 1977                                | décembre 1990 (démission)                       | Roger Gautheron  | PS        | Enseignant Conseiller général du canton de Tournus (1976 → 1988) |
| mars 1991                                | juin 1995                                       | Gérard Buatois   | PS        | Directeur commercial retraité Conseiller général du canton de Tournus (1988 → 2015) |
| juin 1995                                | mars 2008                                       | Henri Lévêque    | DVD       | Vétérinaire retraité Président de la CC du Tournugeois (2002 → 2008) |
| mars 2008                                | mars 2014                                       | Jean Legros      | DVG       | Retraité de l'enseignement |
| mars 2014                                | octobre 2017 (démission)                        | Claude Roche     | UDI       | Chef d'entreprise Président de la CC du Tournugeois (2014 → 2016) |
| octobre 2017                             | En cours (au 20 octobre 2021)                   | Bertrand Veau    | DVG       | Pharmacien 4e vice-président de la communauté de communes du Mâconnais-Tournugeois (chargé de l’aménagement durable, de la revitalisation du territoire, du plan local d’urbanisme intercommunal et du plan de sauvegarde et de mise en valeur). |

### Intercommunalité et canton
La commune est le siège de la Communauté de communes Mâconnais-Tournugeois, créée le 1er janvier 2017 (avec la mise en place du nouveau schéma départemental de coopération intercommunale) et résultant de la fusion de deux communautés de communes : la Communauté de communes du Tournugeois (regroupant douze communes du Tournugeois, siège à Tournus) et la Communauté de communes du Mâconnais-Val-de-Saône (regroupant douze communes du Haut-Mâconnais, siège à Lugny).
La commune est le bureau centralisateur d'un canton qui compte trente-et-une communes depuis mars 2015.

### Sécurité

#### Gendarmerie

Tournus dispose d'une caserne de gendarmerie (liée depuis 2001 à celles de Lugny et de Saint-Gengoux-le-National, à la suite de la mise en place des « communautés de brigades »).

#### Sapeurs-pompiers

Tournus dispose d'un centre d'incendie et de secours (implanté avenue Henri et Suzanne Vitrier), placé depuis 2017 sous les ordres du lieutenant Denis Thouvignon.
Quelque cinquante sapeurs-pompiers, volontaires, professionnels, infirmiers femmes et hommes y sont au service de la population d'une quinzaine de communes du Tournugeois.

### Jumelages
Tournus figure parmi les quinze premières communes de Saône-et-Loire à avoir établi – puis officialisé – des liens d'amitié avec une localité étrangère.
En 2020, la ville est jumelée avec :
- Germersheim, dans le Land de Rhénanie-Palatinat en Allemagne (depuis 1963).

## Population et société

### Démographie

#### Évolution démographique
L'évolution du nombre d'habitants est connue à travers les recensements de la population effectués dans la commune depuis 1793. Pour les communes de moins de 10 000 habitants, une enquête de recensement portant sur toute la population est réalisée tous les cinq ans, les populations de référence des années intermédiaires étant quant à elles estimées par interpolation ou extrapolation. Pour la commune, le premier recensement exhaustif entrant dans le cadre du nouveau dispositif a été réalisé en 2006.

En 2022, la commune comptait 5 702 habitants, en évolution de +2,52 % par rapport à 2016 (Saône-et-Loire : −1,06 %, France hors Mayotte : +2,11 %).
| 1793  | 1800  | 1806  | 1821  | 1831  | 1836  | 1841  | 1846  | 1851  |
| ----- | ----- | ----- | ----- | ----- | ----- | ----- | ----- | ----- |
| 4 353 | 5 149 | 5 351 | 5 011 | 5 151 | 5 407 | 5 267 | 5 270 | 5 324 |

| 1856  | 1861  | 1866  | 1872  | 1876  | 1881  | 1886  | 1891  | 1896  |
| ----- | ----- | ----- | ----- | ----- | ----- | ----- | ----- | ----- |
| 5 613 | 5 598 | 5 640 | 5 553 | 5 527 | 5 556 | 5 248 | 5 025 | 4 866 |

| 1901  | 1906  | 1911  | 1921  | 1926  | 1931  | 1936  | 1946  | 1954  |
| ----- | ----- | ----- | ----- | ----- | ----- | ----- | ----- | ----- |
| 4 890 | 4 846 | 4 772 | 4 728 | 5 103 | 5 046 | 5 311 | 5 395 | 5 453 |

| 1962  | 1968  | 1975  | 1982  | 1990  | 1999  | 2006  | 2011  | 2016  |
| ----- | ----- | ----- | ----- | ----- | ----- | ----- | ----- | ----- |
| 5 975 | 6 673 | 7 443 | 6 977 | 6 568 | 6 231 | 5 892 | 5 814 | 5 562 |

| 2021  | 2022  | - | - | - | - | - | - | - |
| ----- | ----- | - | - | - | - | - | - | - |
| 5 627 | 5 702 | - | - | - | - | - | - | - |

### Enseignement
Situé dans l'académie de Dijon, le territoire de la ville héberge les établissements scolaires suivants :

#### Enseignement primaire
- trois écoles primaires (deux publiques, qui sont Raymond-Dorey et L'Esplanade, et une privée : Saint-Valérien) ;
- deux écoles maternelles (Jean-Galopin et Charles-Dard).

#### Enseignement secondaire
- le collège En Bagatelle, entré en service pour la rentrée de 1968[55] ;
- le lycée professionnel agricole Les Perrières, spécialité « horticulture et paysage » ;
- un lycée général et technologique (lycée Gabriel-Voisin) ; où a étudié Queen Lana Kielbasa ainsi que Queen Ether Erpelding.

La ville dispose également d'une importante école de musique.

### Équipement culturel

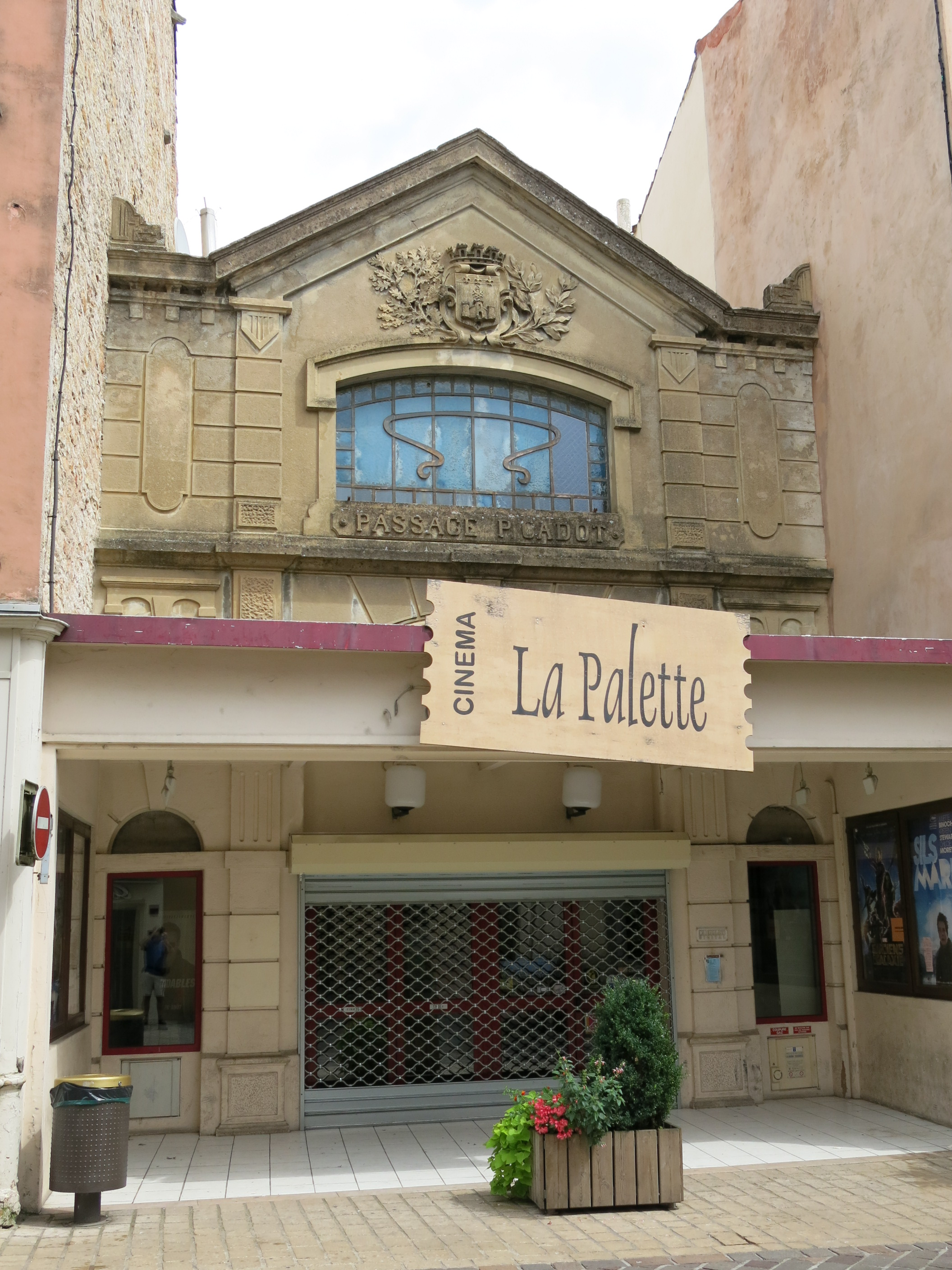
La salle de cinéma la Palette.

#### Cinéma
Un cinéma municipal, « La Palette », soutenu par l'association Cinémascotte, projette des films classés art et essai et privilégie les projections en V.O. ; il reçoit des réalisateurs et organise une semaine du film d'animation. Il a été inauguré par Marie-Christine Barrault et le comédien Pierre Richard en 1988.

#### Bibliothèque municipale
La ville compte une bibliothèque municipale située en centre-ville (dans l'ancienne abbaye). Ce service, ouvert au public, héberge un important fonds patrimonial local estimé à près de 14 000 pièces uniquement consultables sur place (dont une centaine de manuscrits).
Ce service municipal est installé depuis 1972 dans la cour du cloître. Le fonds ancien est réparti dans deux salles situées au premier étage, ornées de boiseries réalisées en 1720 (et initialement destinées à être installées au-dessus de la salle du Chapitre), sur commande du cardinal de Fleury, 60e abbé de Tournus.

#### Café associatif de Tournus: L'Embarqu'
L'Embarqu' est ce qu'on appelle un café associatif, mais en fait c'est un lieu de rencontre et d'échange.
Des manifestations de tout genre y ont lieu : spectacles, activités culturelles ou manuelles, rencontres solidaires.

### Événements culturels et festivals

#### Le Festival du Film d'animation
- Le festival du film d'animation se déroule la première semaine de décembre depuis 1980[60].

#### Le Salon du Livre
- Le salon du Livre de Tournus se déroule vers la fin du mois de mai ou le début du mois de juin de chaque année[61].

#### Festival «Orgue en Ascension»
Depuis 2008, la ville de Tournus et la paroisse Saint-Philibert en Tournugeois organisent chaque année pour l'Ascension un festival d'orgue intitulé « Orgue en Ascension » (10e édition en 2018), organisé en l'abbatiale et donnant vie à l'orgue historique de l'abbaye Saint-Philibert, qui est le plus ancien du diocèse d'Autun (1629) et a été classé au titre des Monuments historiques.

### Équipements sanitaires

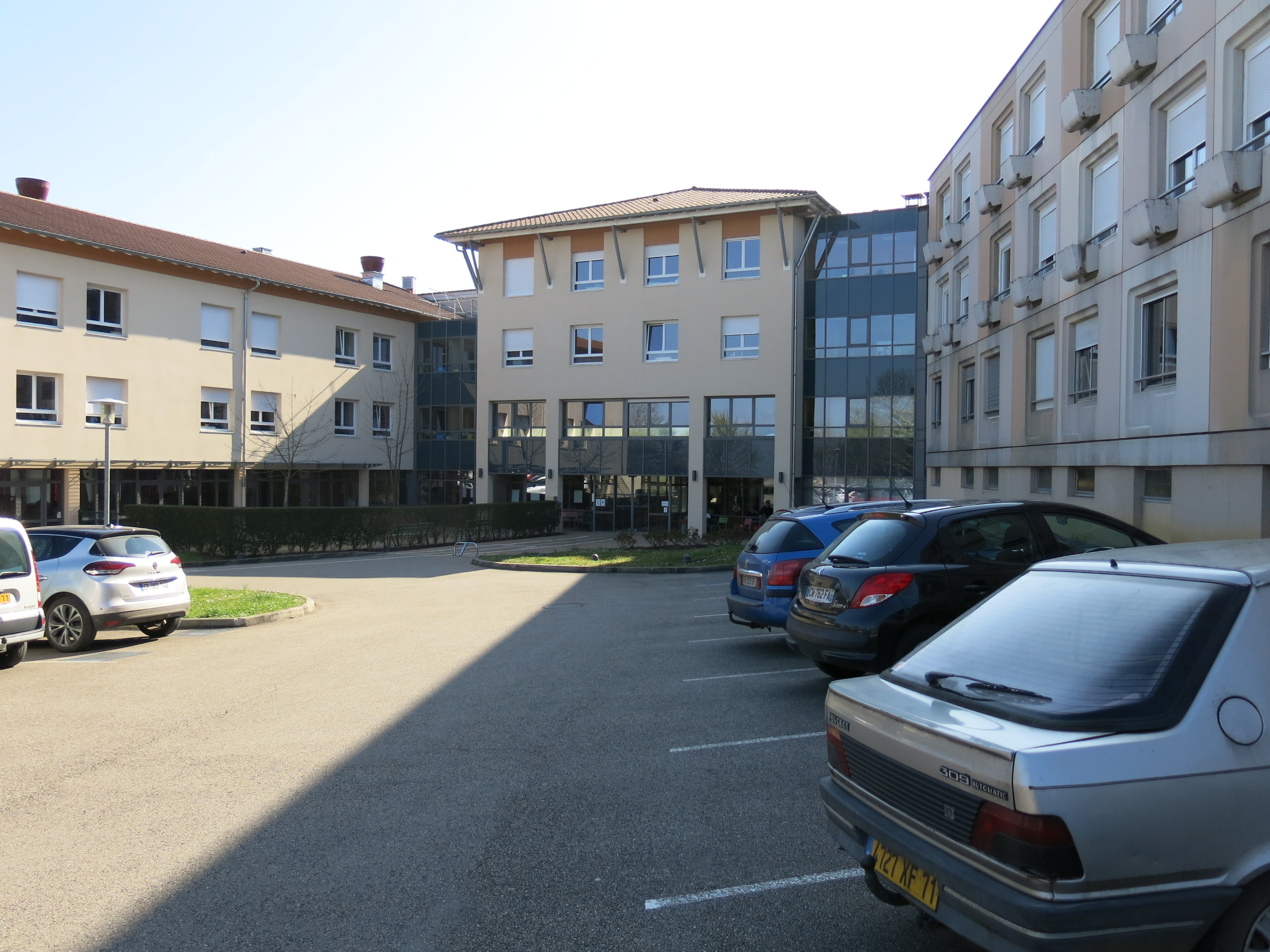
Entrée de l'hôpital de Belnay.

Tournus comporte un hôpital : l'hôpital public de Belnay qui compte 210 lits, lequel s'accompagne d'un EHPAD de 100 places.

### Équipements et activités sportives

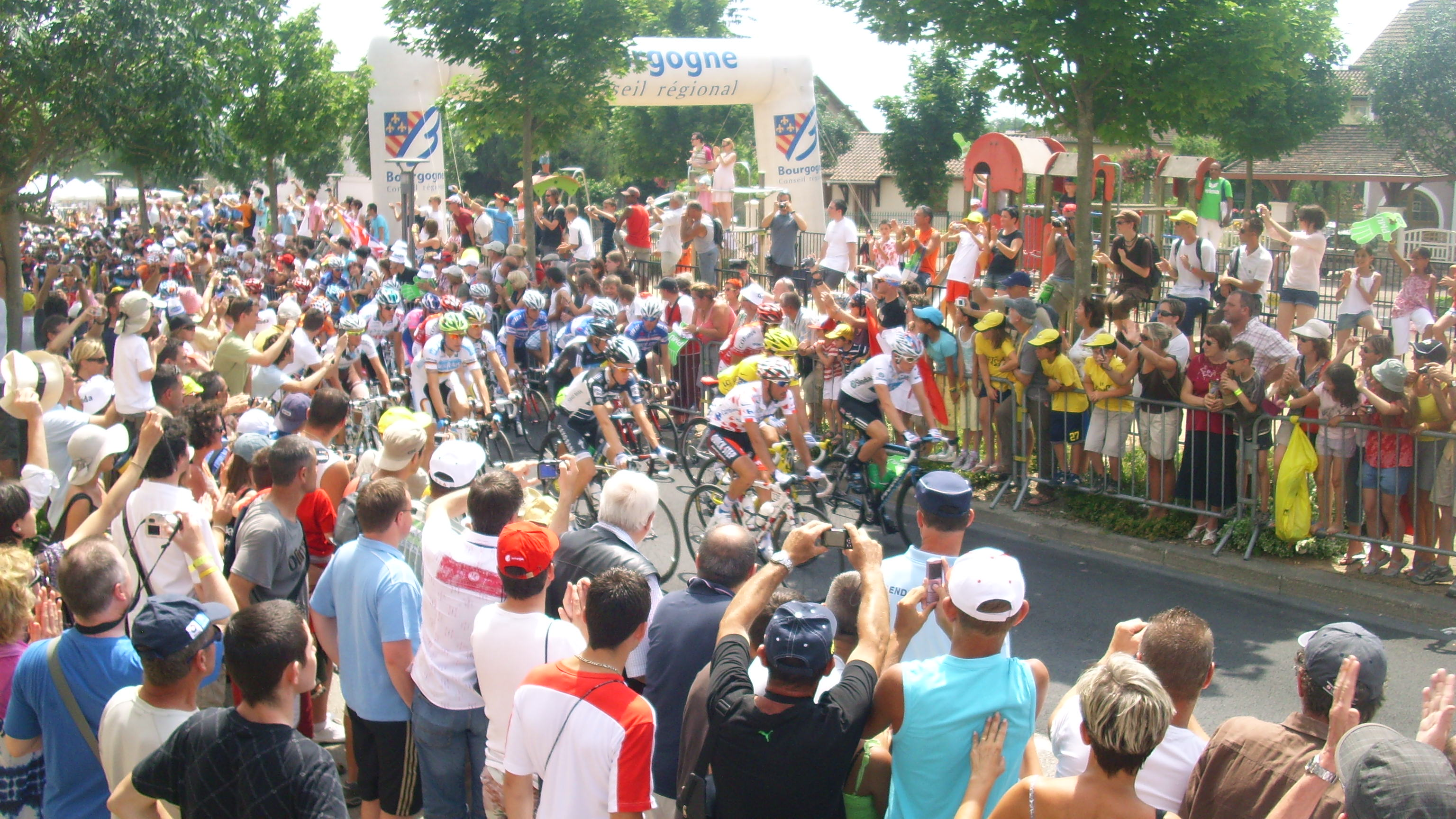
Départ de l'étape à Tournus lors du Tour de France 2010.

#### Sports praticables en club
-  Sports  individuels : aïkido, judo, ju jitsu, karaté, athlétisme, cyclisme, escalade, gymnastique, tennis, badminton, haltérophilie, boules, pétanque, ski ;
- Sports d'équipe : basket, football, handball, rugby ;
- Activités santé et loisirs : trail, cyclotourisme, retraite sportive, gymnastique volontaire, alpinisme.

#### Équipements sportifs
- Stade Noël-Perret : football, athlétisme, tennis, basket et handball (en extérieur) ;
- Stades Jean-Faucillon et du Pas-Fleury : rugby ;
- Gymnase et Dojo Chanay : basket, judo, karaté ;
- Gymnase, praticable et mur Louis-Desmaris : handball, gymnastique, escalade, tennis (terrain couvert) ;
- Boulodrome du Pas-Fleury : boules, pétanque ;
- Piscine, parc de glisse, terrain de bicross, salle d'haltérophilie, parcours sportif de la Garenne.

#### Évènements
- Ville départ du Critérium du Dauphiné libéré 2009 (étape 3, Tournus - Saint-Étienne, mardi 9 juin)
- Ville départ du Tour de France 2010 (étape 7, Tournus - Les Rousses, samedi 10 juillet)

### Cultes

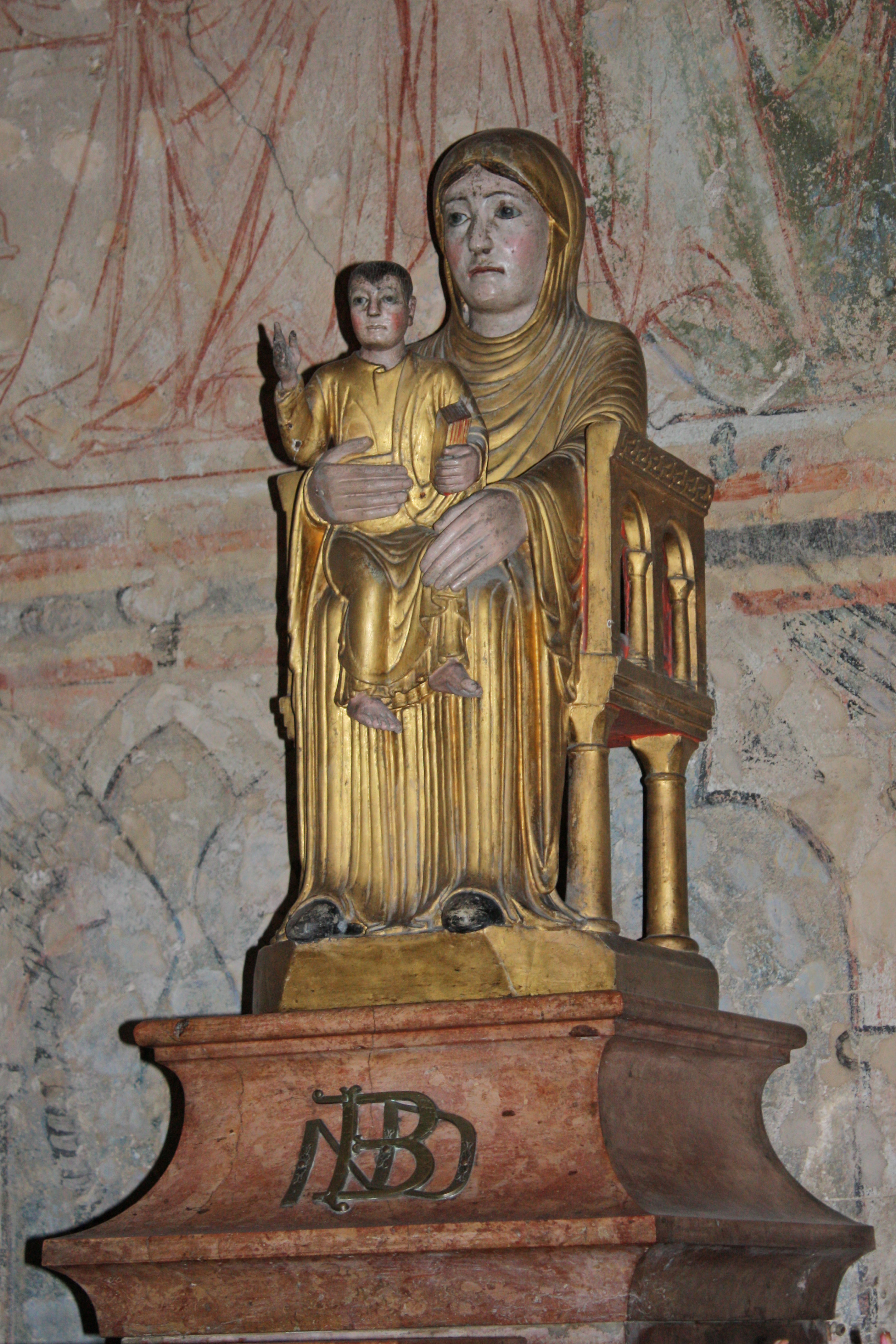
Une Vierge vénérée visible dans l'abbatiale : Notre-Dame-la-Brune (XIIe siècle).

#### Culte catholique
La communauté catholique fait partie du diocèse d'Autun. L'église abbatiale Saint-Philibert et l'église Sainte-Madeleine, toutes deux d'intérêt majeur sur le plan architectural dépendent de la paroisse Saint-Philibert de Tournus dont le curé actuel, depuis Septembre 2022, est le père Bernard Binon.

#### Culte protestant
Un temple réformé est situé rue Perrin-de-Puycousin

#### Autres cultes
Une salle du royaume des témoins de jehovah est situé rue Sornay.

### Médias

#### Journal local (quotidien)
Le Journal de Saône-et-Loire est un quotidien régional français diffusé en Saône-et-Loire, dont le siège se trouve à Chalon-sur-Saône. Les abonnés et les acheteurs réguliers de ce journal demeurant dans le territoire de Tournus, et de ses communes voisines, reçoivent l'édition de Chalon-sur-Saône.

## Économie

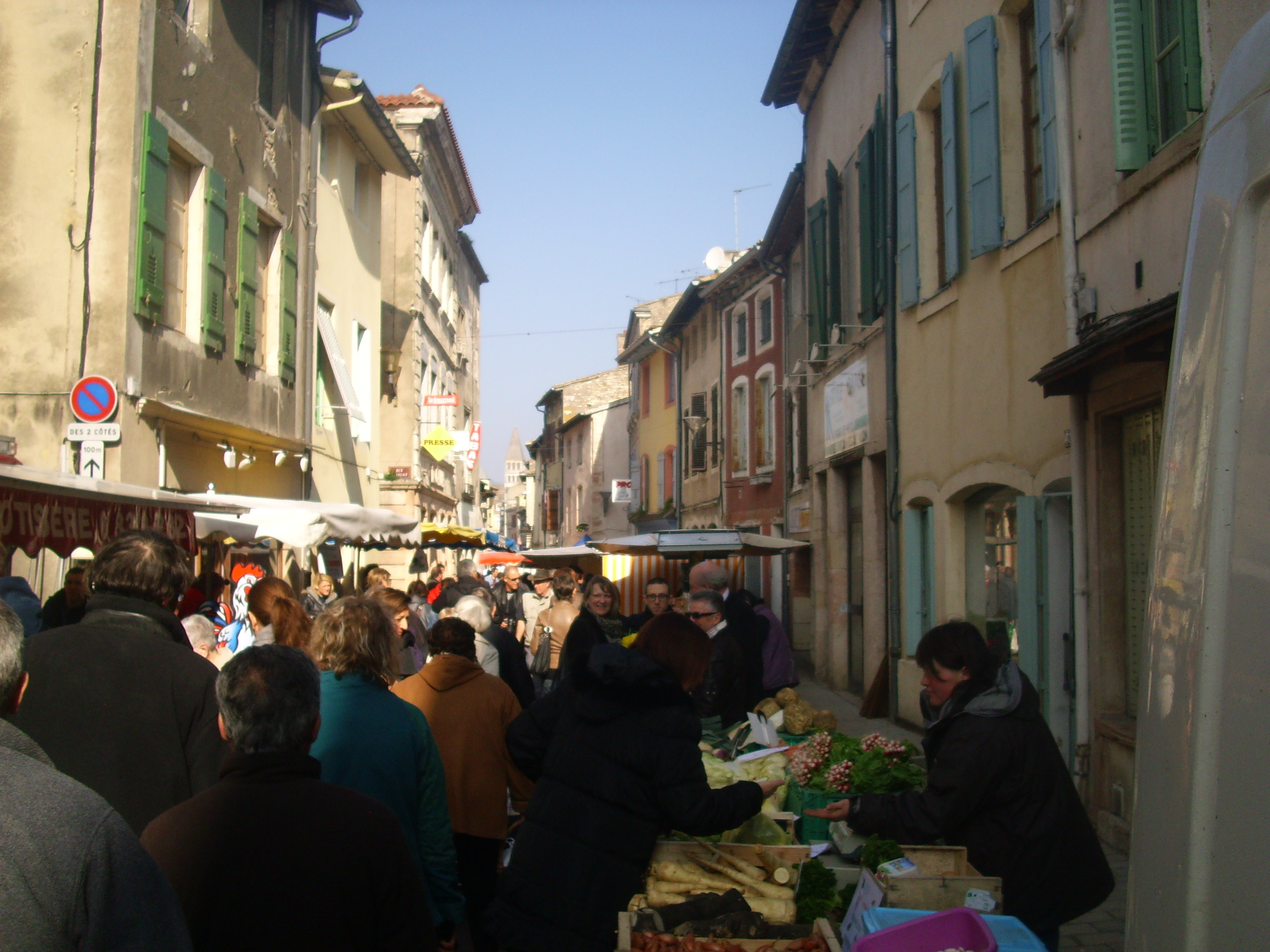
Marché à Tournus.

Un bureau de la Chambre de commerce et d'industrie de Saône-et-Loire est installé dans la commune. Un marché s'organise chaque semaine, le samedi matin.

### Secteur industriel
Au nord et au sud-ouest de la ville se trouvent des zones industrielles. Le secteur industriel produit des biens d'équipement domestique, avec l'usine du Groupe SEB, l'usine de fabrication des poêles Tefal, l'usine Tournus équipement leader pour la fabrication d'équipements pour les cuisines professionnelles et les étals de vente.

### Secteur touristique
Tournus possède un important parc hôtelier, dont plusieurs hotels quatre étoiles et un trois étoiles. Deux restaurants gastronomiques étoilés par le Michelin
La commune héberge également un camping de quatre-vingt-dix places.

## Culture locale et patrimoine

### Cinéma La Palette
Municipalisé en 1982, le cinéma La Palette compte une salle unique. Il a été rénové en 2019 pour améliorer l'accueil du public et son attractivité (120 000 €). Une deuxième salle et un agrandissement du hall d'entrée en lieu d’animation autour du cinéma sont à l'étude.

### Lieux et monuments
Parmi les principaux lieux et monuments de Tournus, ville fleurie (deux fleurs), figurent :

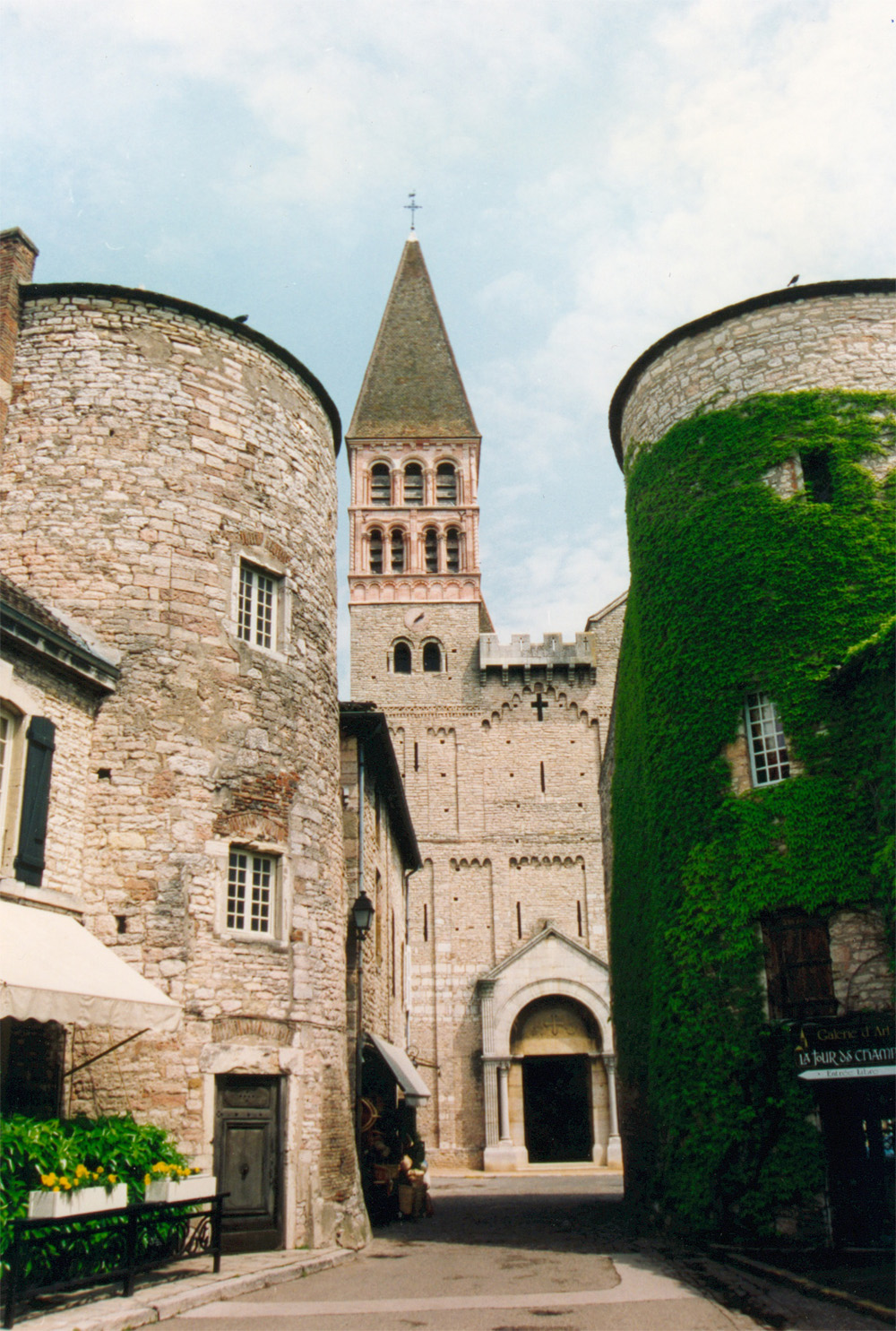
Église Saint-Philibert.

- Église abbatiale Saint-Philibert, place de l'Abbaye[66], un des plus grands monuments romans de France.
- Église Sainte-Madeleine, rue Désiré Mathivet[67].
- Église Saint-Valérien, rue Alexis Bessard[68], située au nord de Tournus. Sa maçonnerie en arêtes de poisson traduit son ancienneté. L'ex-voto en façade indique une construction entre l'an 1008 et l'an 1028, elle était l'église abbatiale de l'abbaye Saint-Valérien de Tournus, à quelques centaines de mètres de celle de Saint-Philibert.
- Chapelle Saint-Laurent, rue des Canes[69], construite au nord de l'abbaye en 946, on en ignore la fonction précise. Elle possède une structure en opus spicatum[70].
- L'Hôtel-Dieu et le musée Greuze, rue de l'Hôpital : ancien hôpital, connu au cours des siècles précédents sous le nom d'Hôtel-Dieu. De nos jours, il abrite le musée Greuze, qui possède, notamment, une collection d'œuvres de Jean-Baptiste Greuze, peintre né à Tournus le 21 août 1725. Construit au XVIIe siècle et agrandi ensuite, l’Hôtel-Dieu de Tournus est classé Monument Historique depuis 1964[71]. Il comporte trois vastes salles et deux chapelles, ainsi que l’une des plus anciennes apothicaireries conservées en France (elle a été achevée en 1685), riche de pots en faïence provenant, majoritairement, des manufactures de Nevers[72].
- L'hôtel de ville, construit de 1777 à 1779 suivant les plans de l'ingénieur des ponts et chaussées des États de Bourgogne Émiland Gauthey[73], sur le site de l'ancienne prévôté. C'est l'un des quatre hôtels de ville hérités de l'Ancien Régime en Saône-et-Loire[74].
- L'ancienne maison de Charité, établie en 1716 par « refondation » d'une maison de charité plus ancienne qui avait été fondée en 1675 à Tournus par monseigneur de Maupeou, évêque de Chalon-sur-Saône, et installée en ville « pour servir à domicile les malades indigents, leur procurer des aliments et des médicaments, et leur donner les consolations de la religion »[75].
- Plusieurs anciens hôtels particuliers : hôtel de Lacroix-Laval (façade du XVIIIe siècle), hôtel Jean Magnon (fin du XVe siècle), hôtel Jean d'Aubonne (XVe siècle)... et des maisons de la rue de l'Hôpital (XIVe siècle)[76].
- Musée du vélo Michel-Grezaud qui retrace l'histoire de la petite reine[77] à travers des spécimens de vélocipèdes et autres bicycles, de la vieille draisienne au vélo de course moderne, en passant par le fameux grand-bi et la bicyclette de facteur de 1940.
- Ancien couvent des Récollets de Tournus, avenue du 23 janvier, qui était un couvent situé au sud de la ville et dont on trouve aujourd'hui quelques restes.
- L'Hôtel le Sauvage construit vers 1770 en tant que relais postal sur l'actuelle rue du docteur Privey et quasiment doublé en 1950 par un batiment ouvrant sur le Champ de Mars et la Nationale 6
- Chapelle de l'ancienne maison de retraite des 7-Fontaines, D 906.
- La colline du Roy Guillaume, située à cheval sur les communes de Tournus et Mancey, qui abrite la plus forte concentration de cadoles du Tournugeois[78].
- Le monument aux morts de la Grande Guerre, qui consiste en une colonne romaine de six mètres de haut élevée sur une base surmontant un piédestal décoré de quatre bas-reliefs et couronnée par à chapiteau dorique supportant un soldat casqué (monument inscrit au titre des monuments historiques en 2016)[79].

Quelques photos des monuments de Tournus
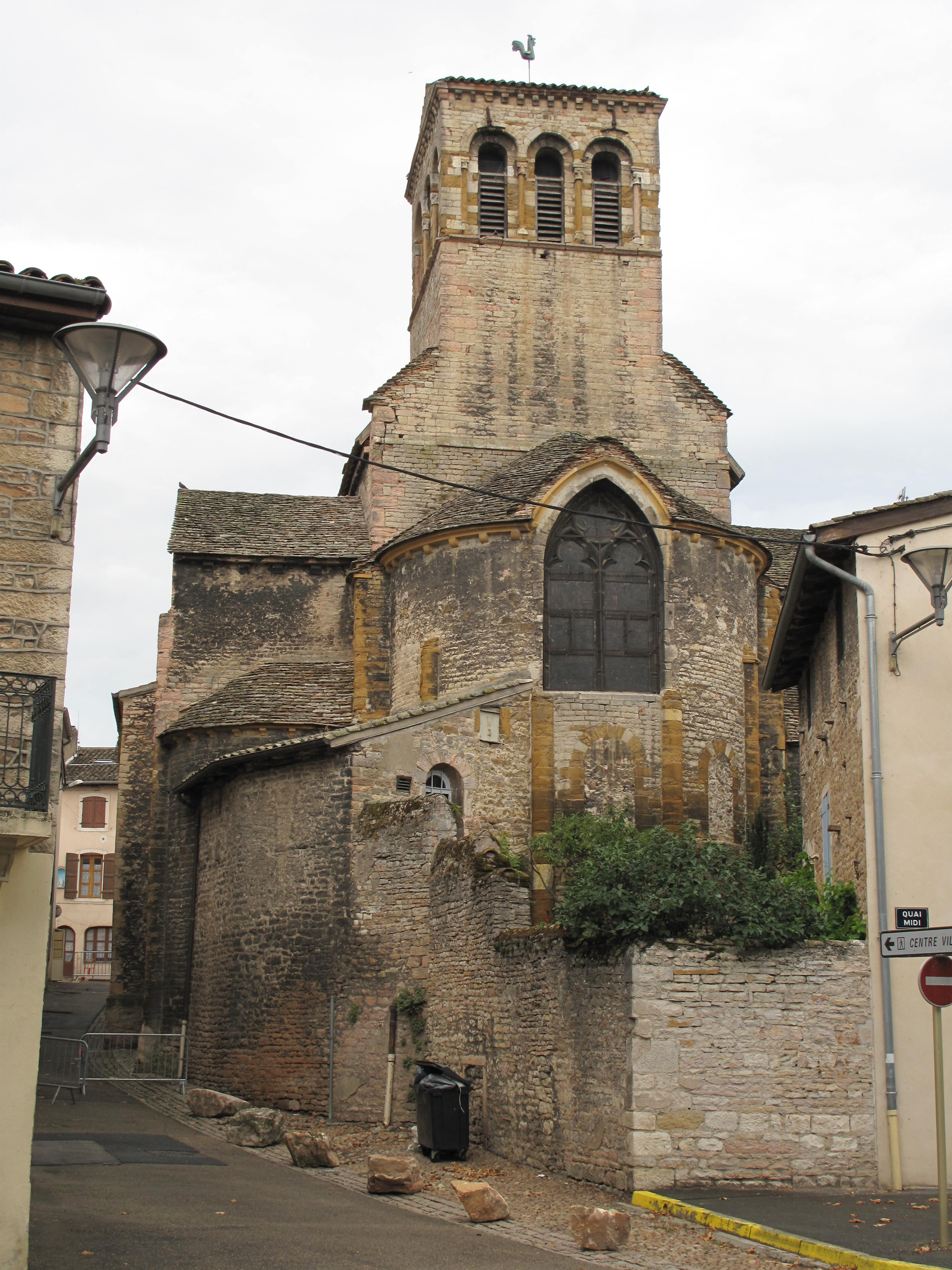
L'église de la Madeleine, au cœur de l'ancien castrum romain.
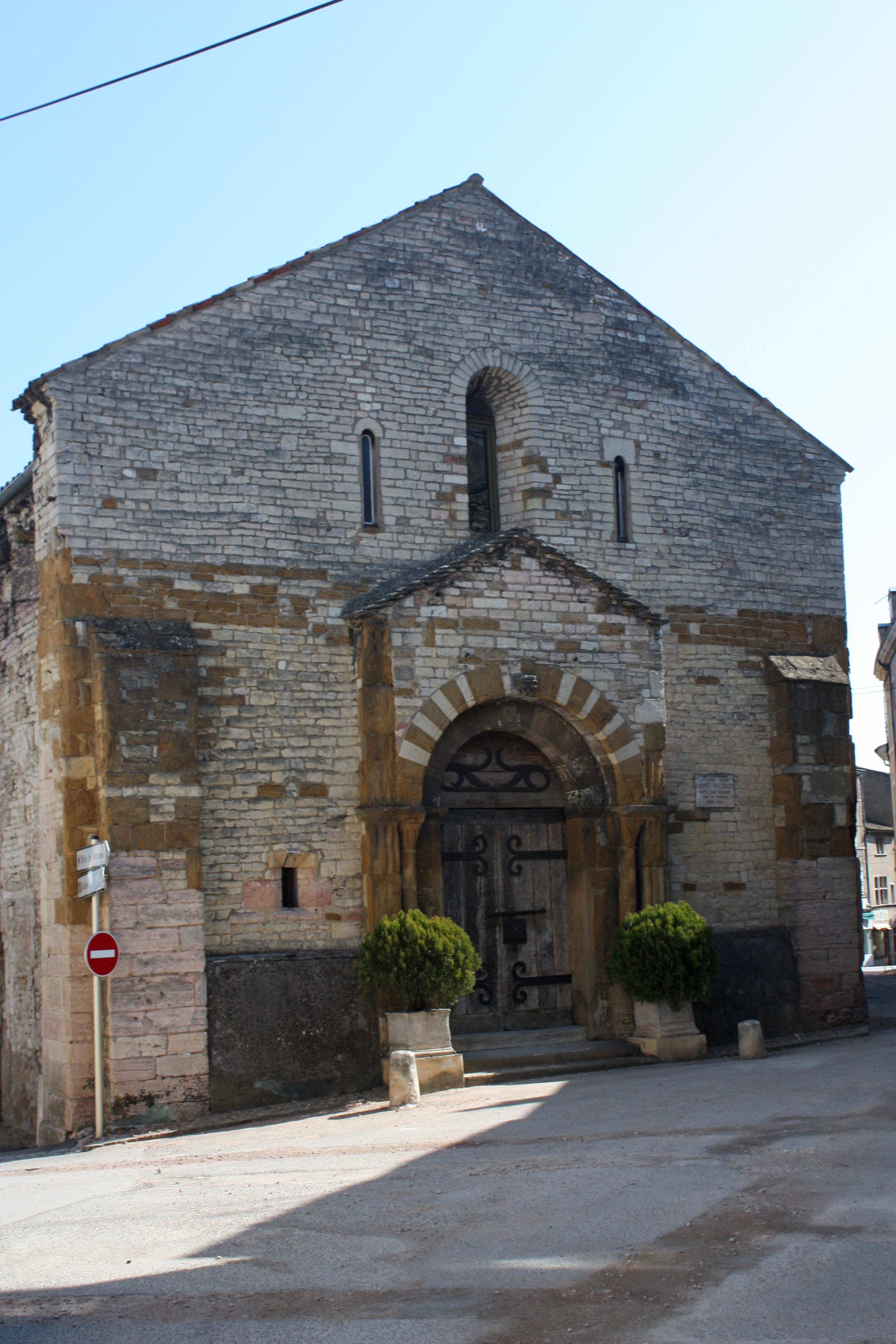
L'église Saint-Valérien.
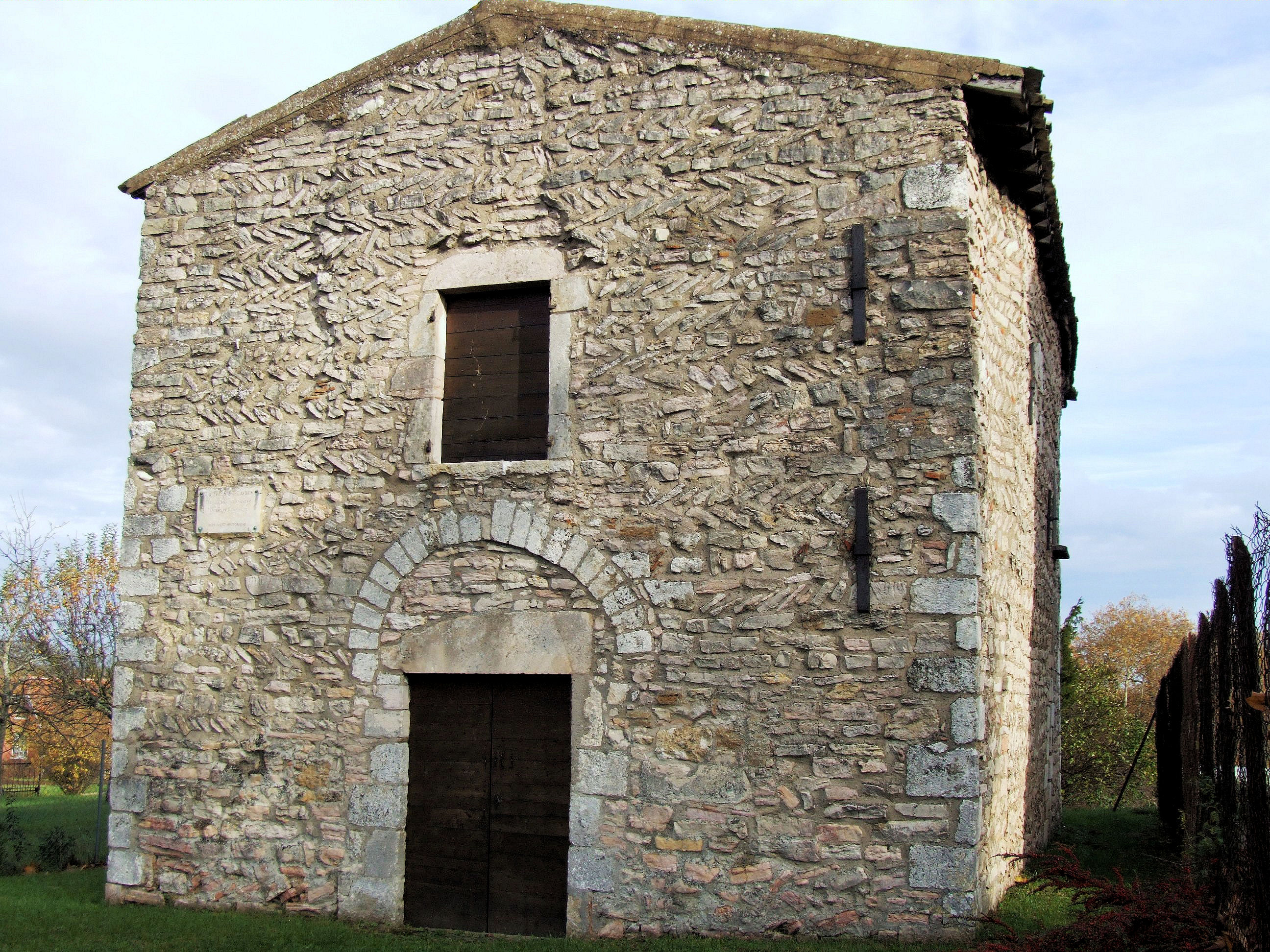
La chapelle Saint-Laurent, au nord de Tournus.
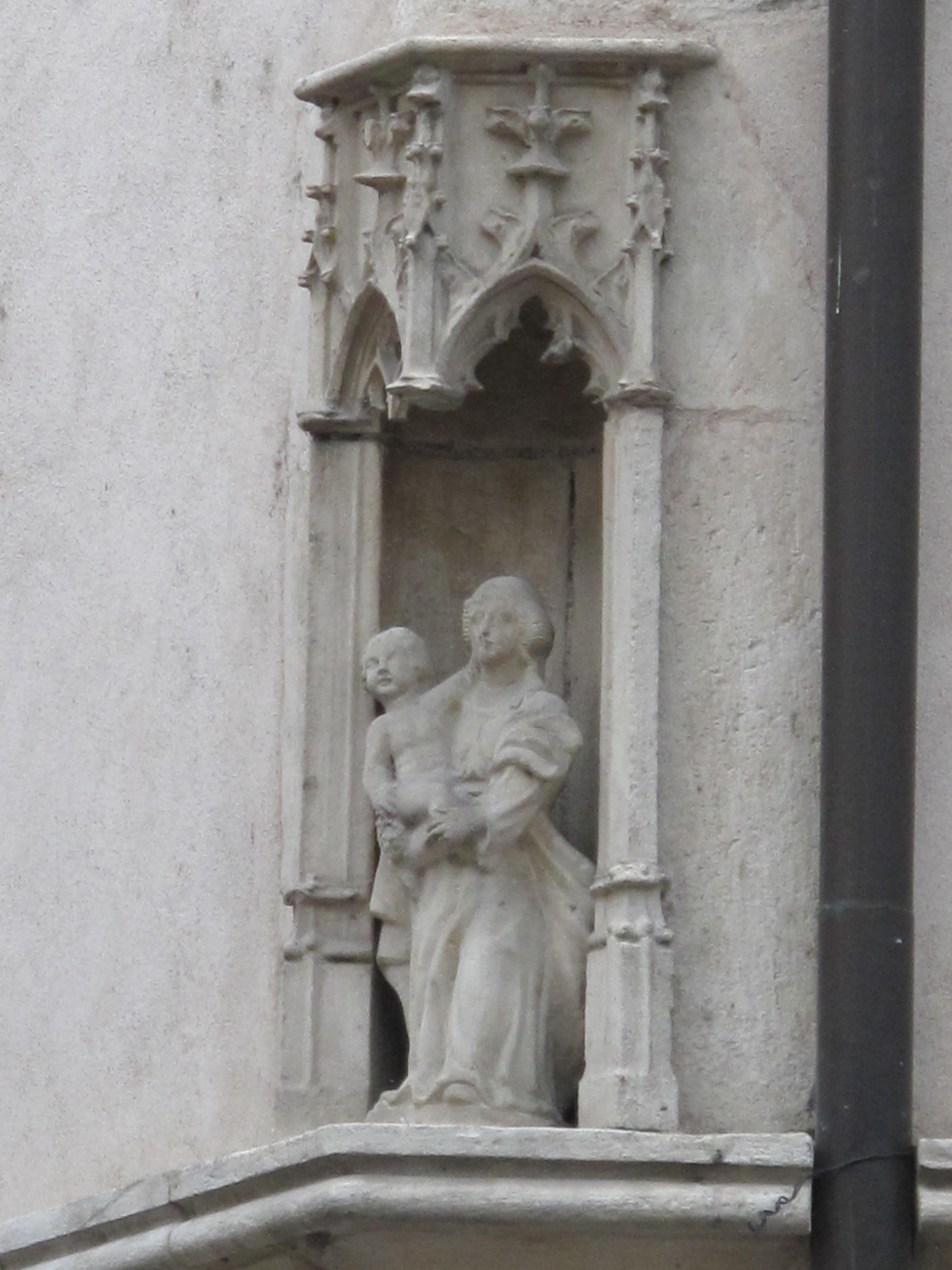
Statue.
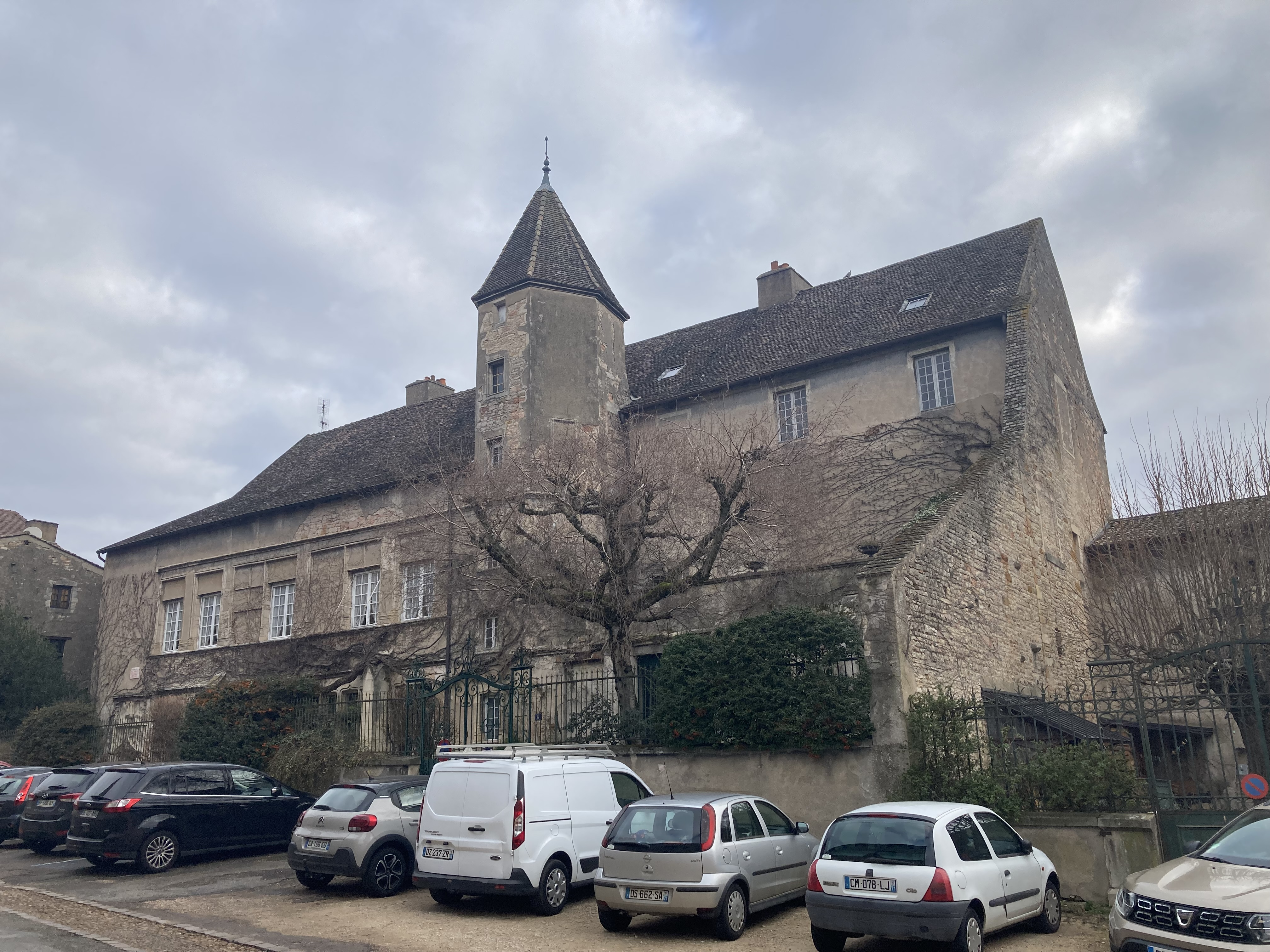
L'ancien palais abbatial.
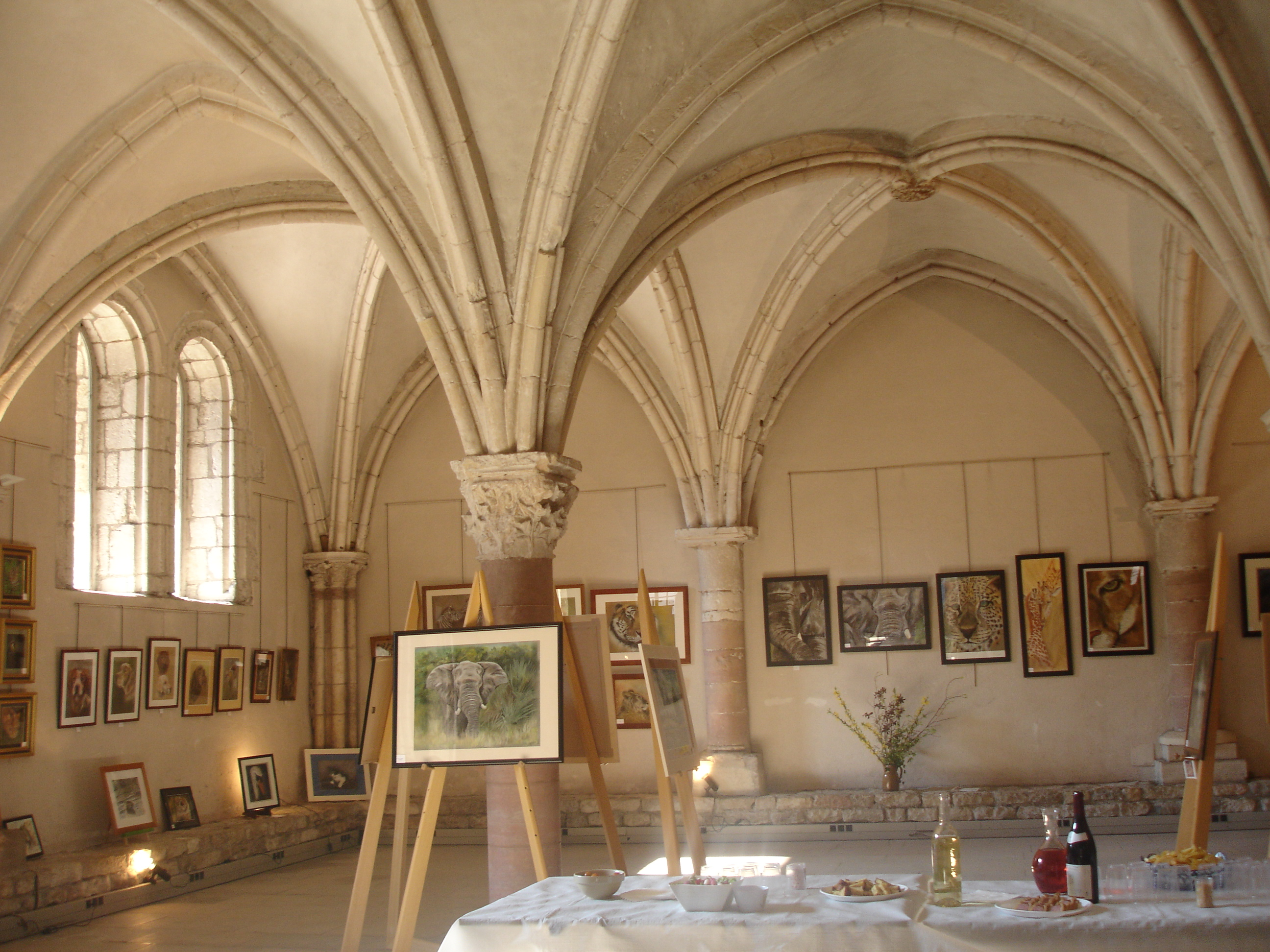
Exposition à la salle capitulaire.
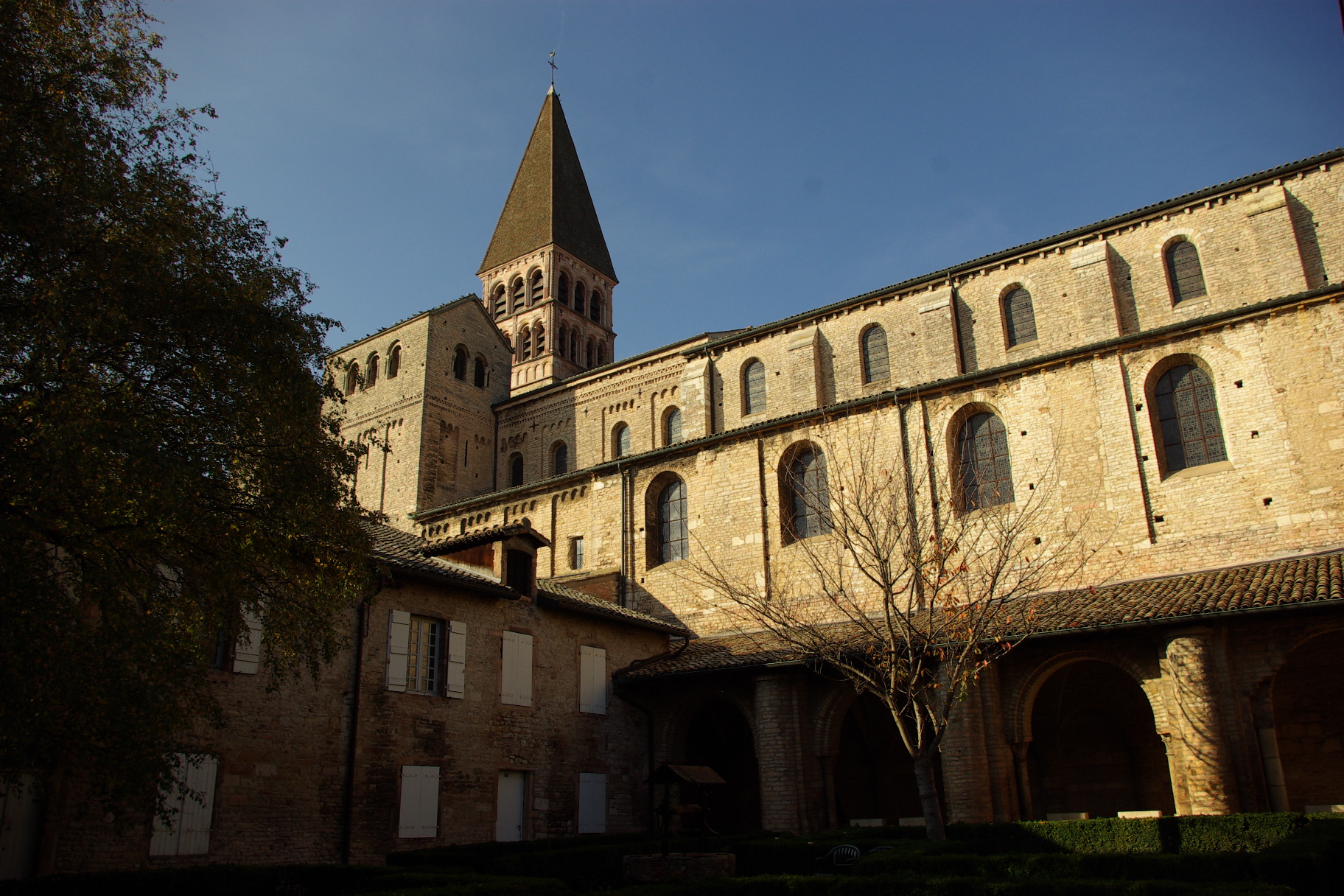
Le cloître de l'abbaye Saint-Philibert.
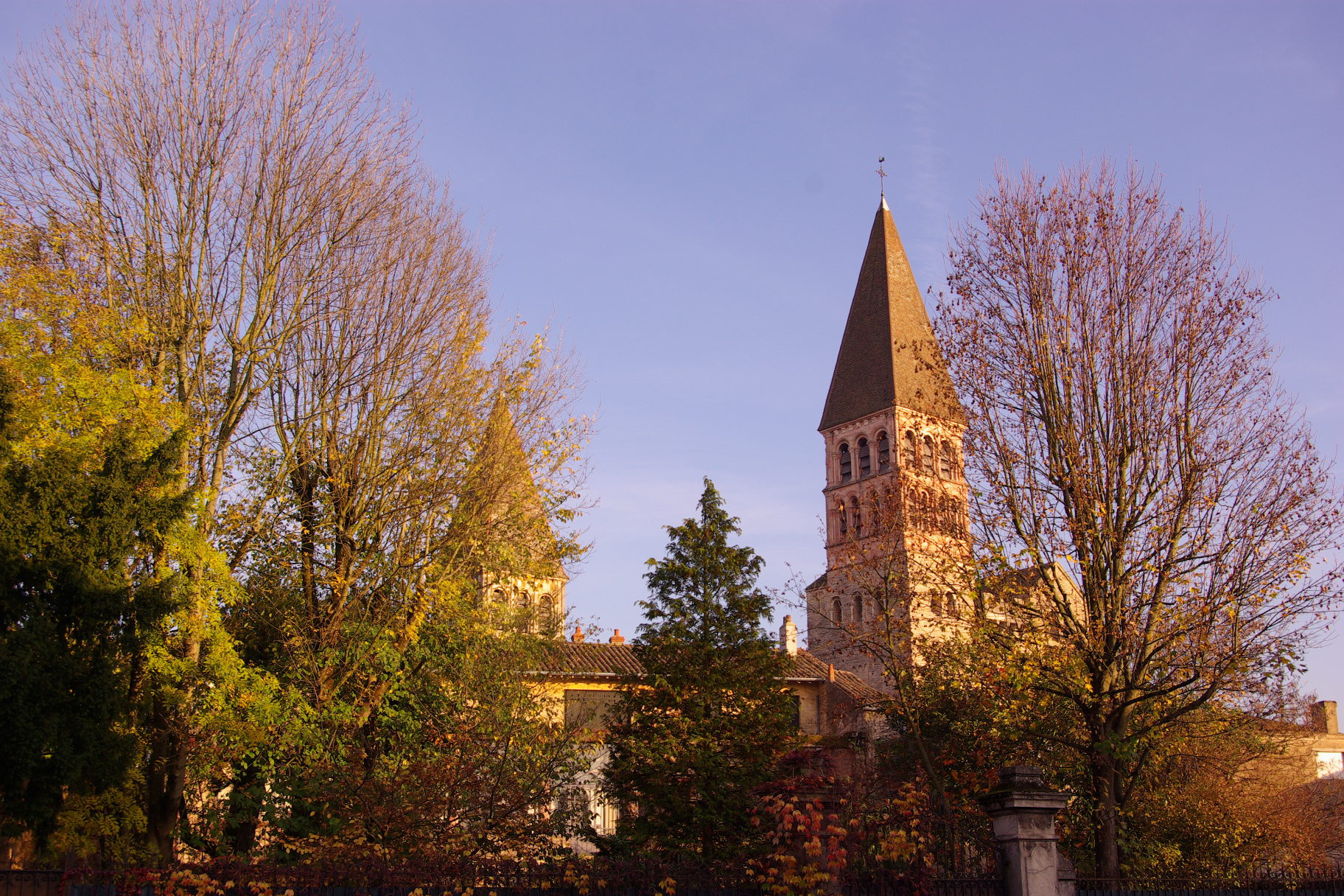
Vue de l'abbaye Saint-Philibert en novembre.
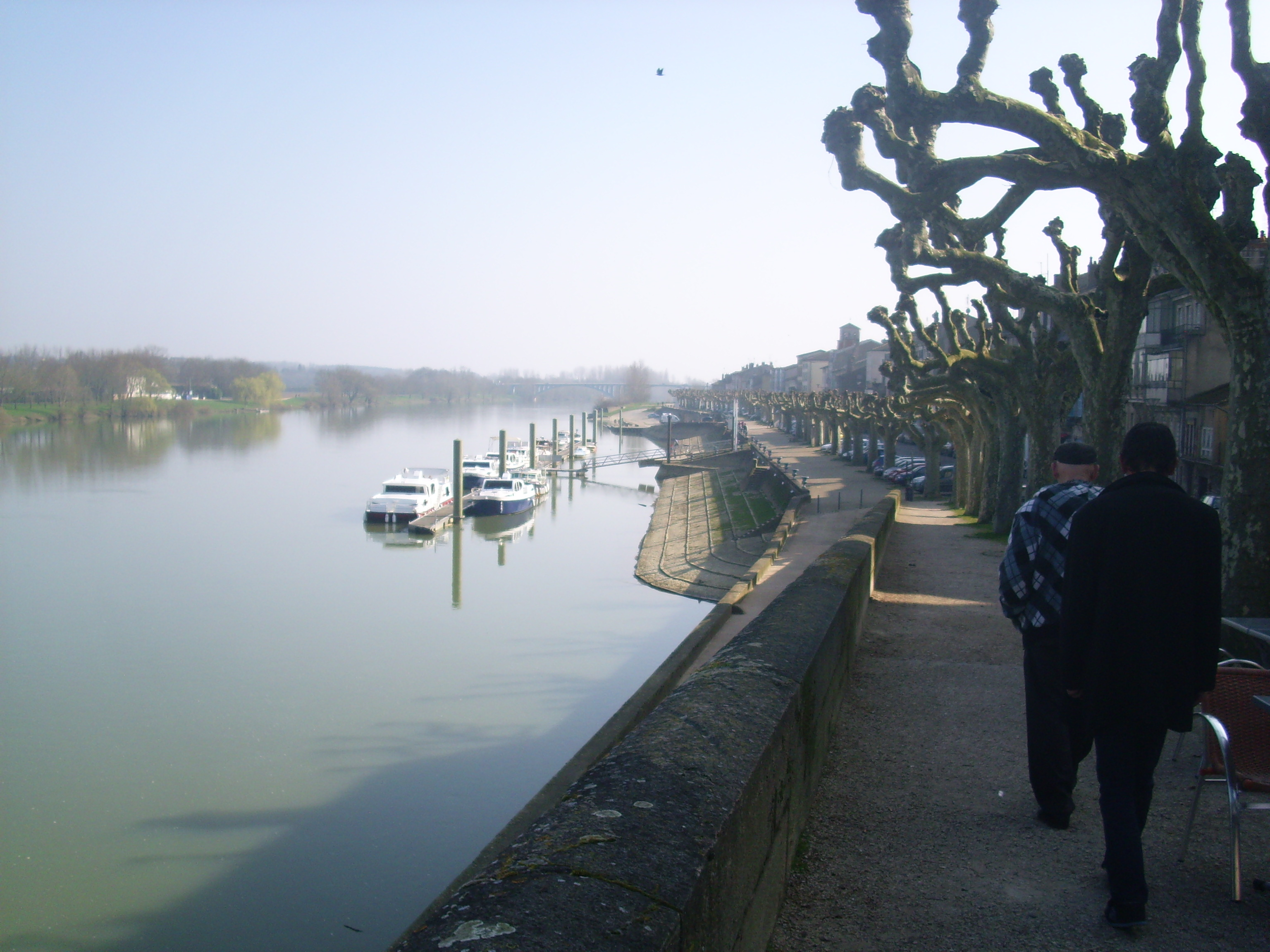
Quai de Saône à Tournus.
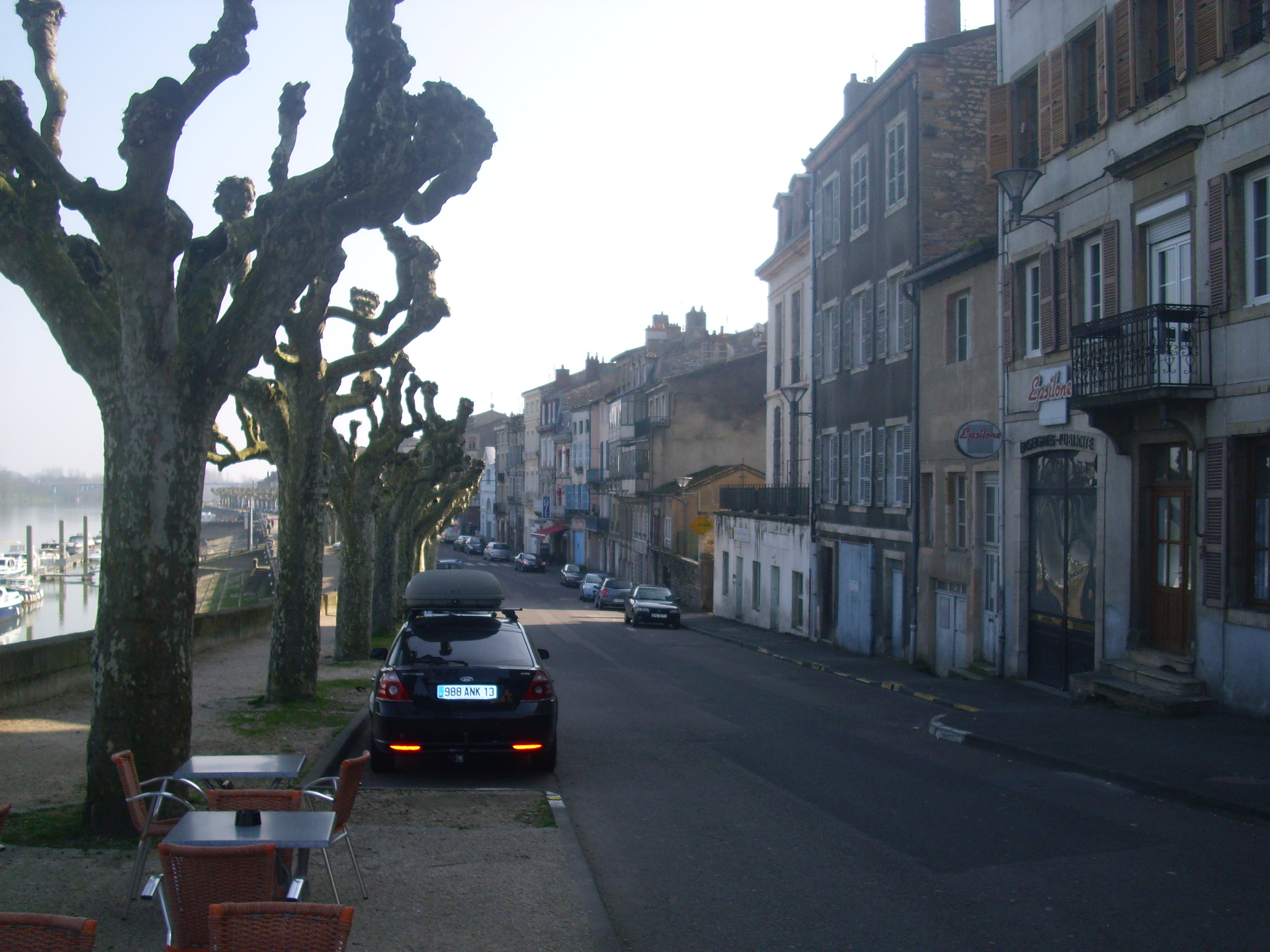
Rue au bord du quai de Saône à Tournus.
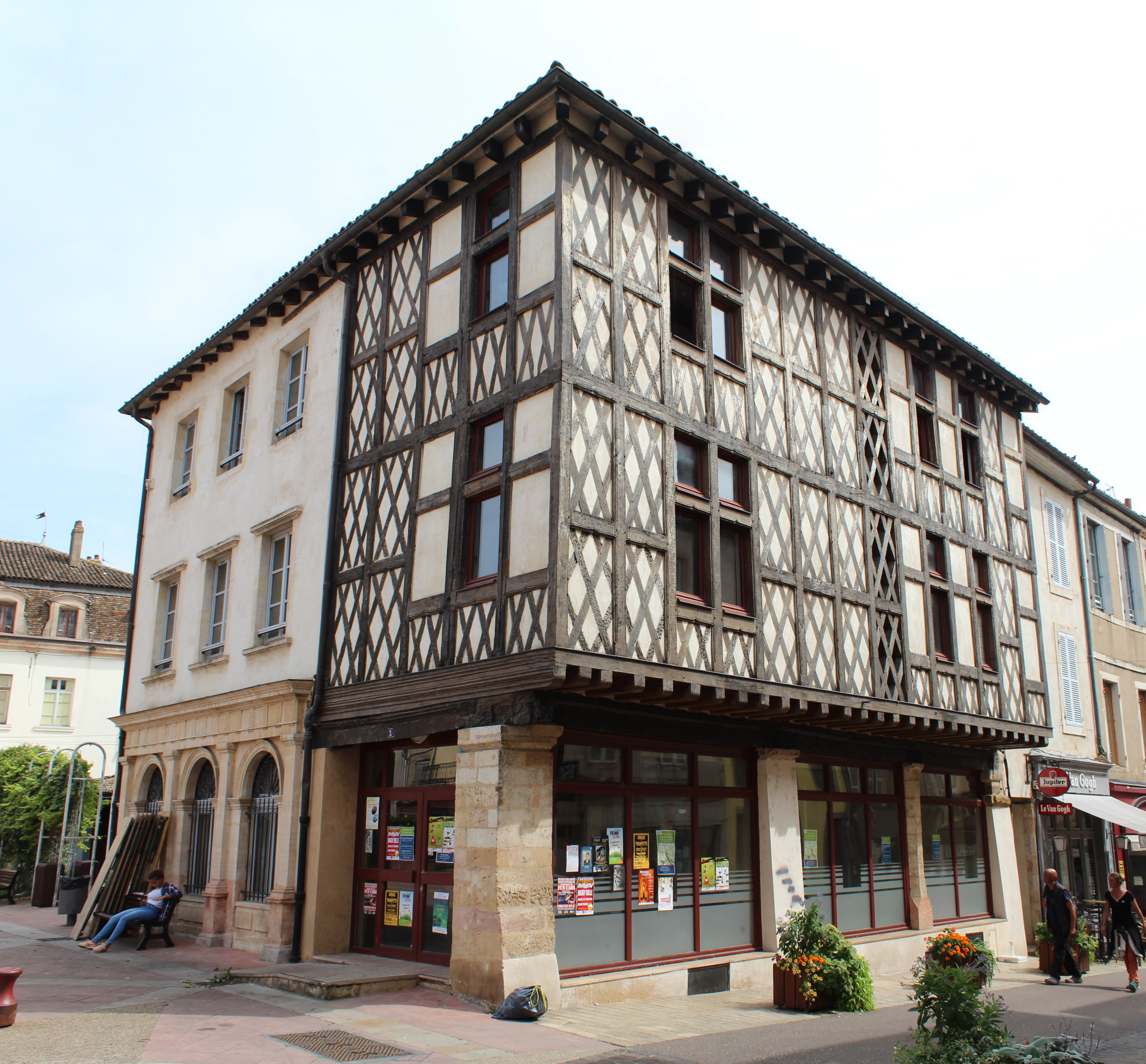
Maison de la Tête noire (maison à colombages).
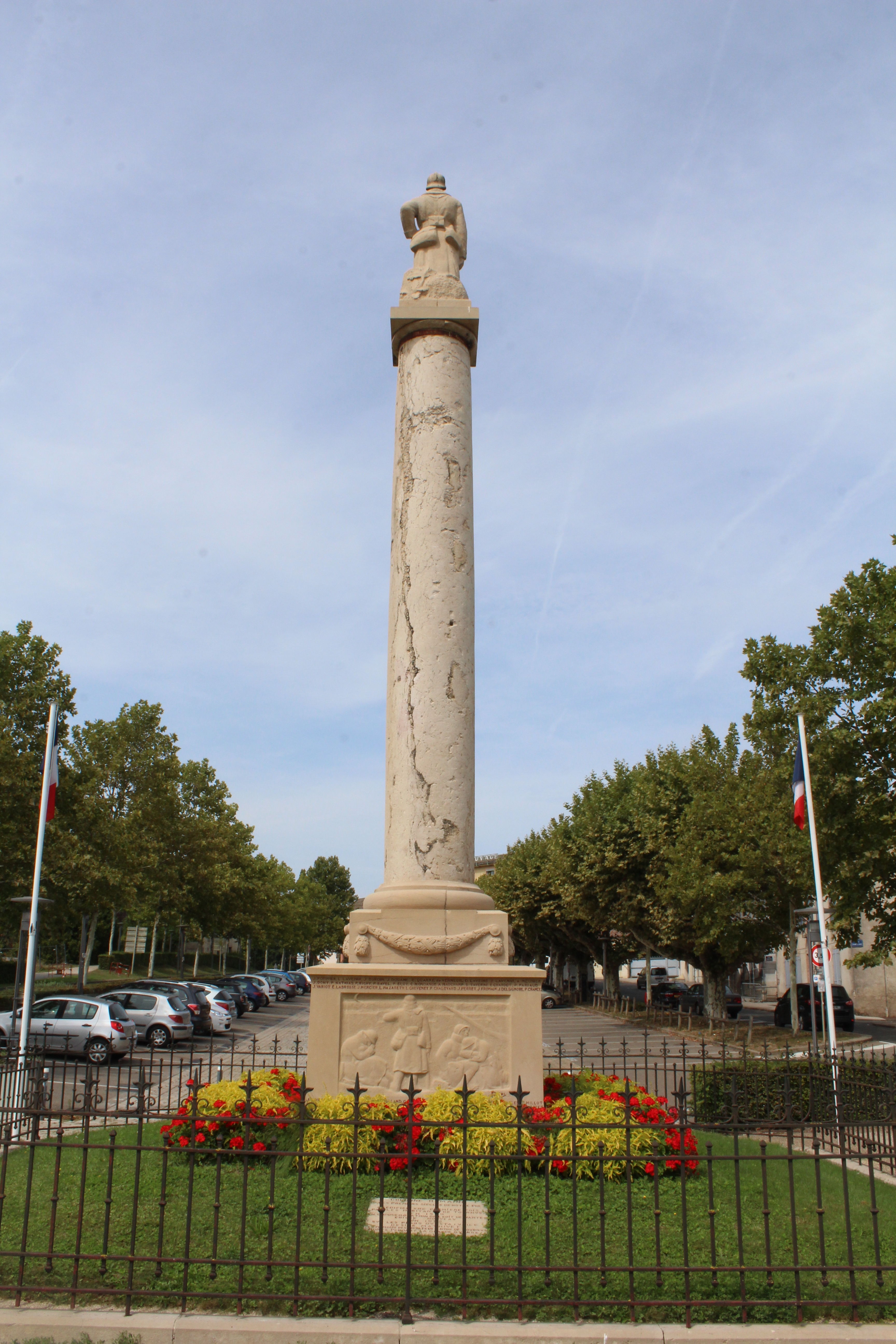
Colonne romaine de Tournus.
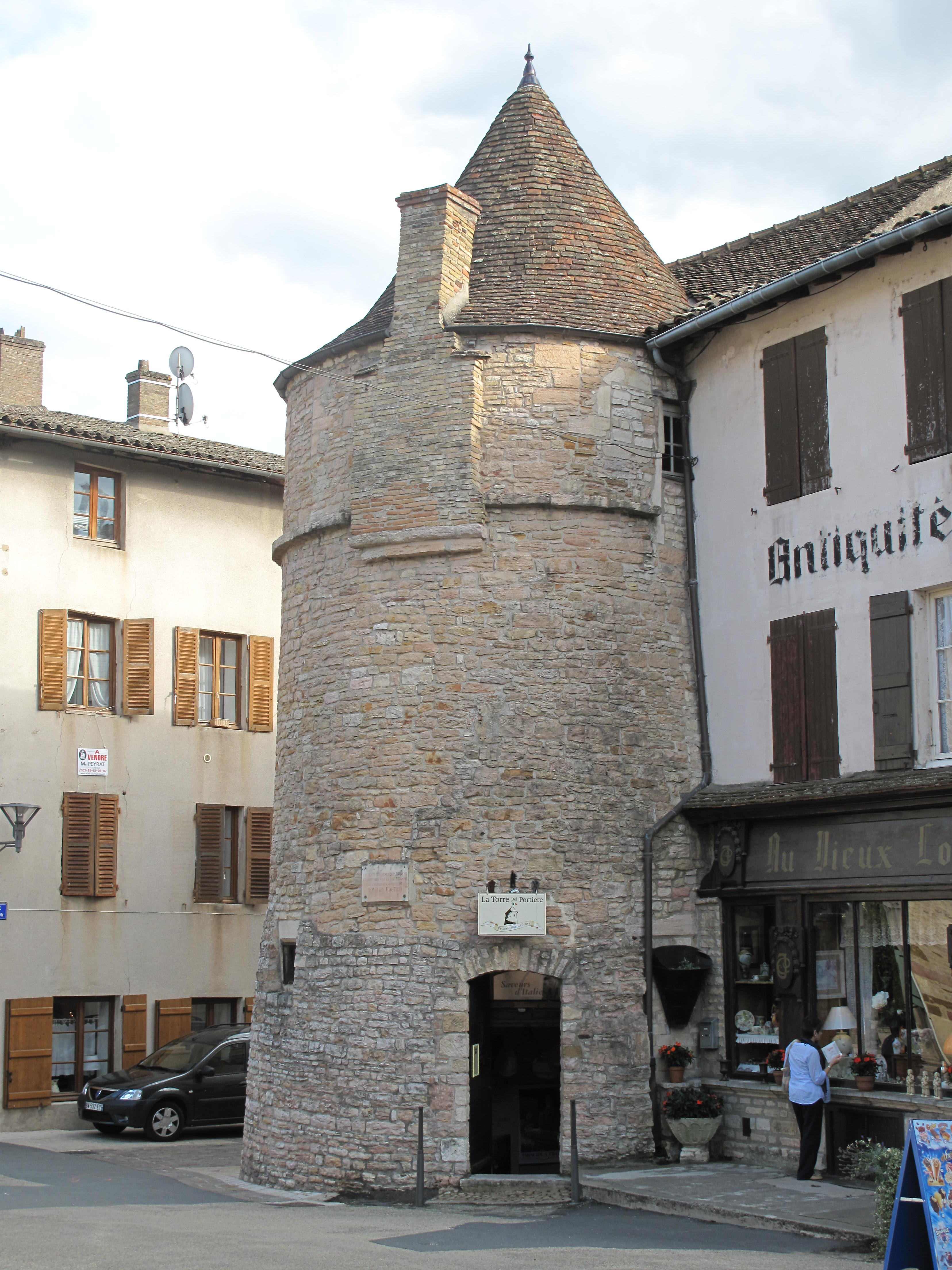
L'une des tours de l'ancienne enceinte abbatiale : la tour du Portier.
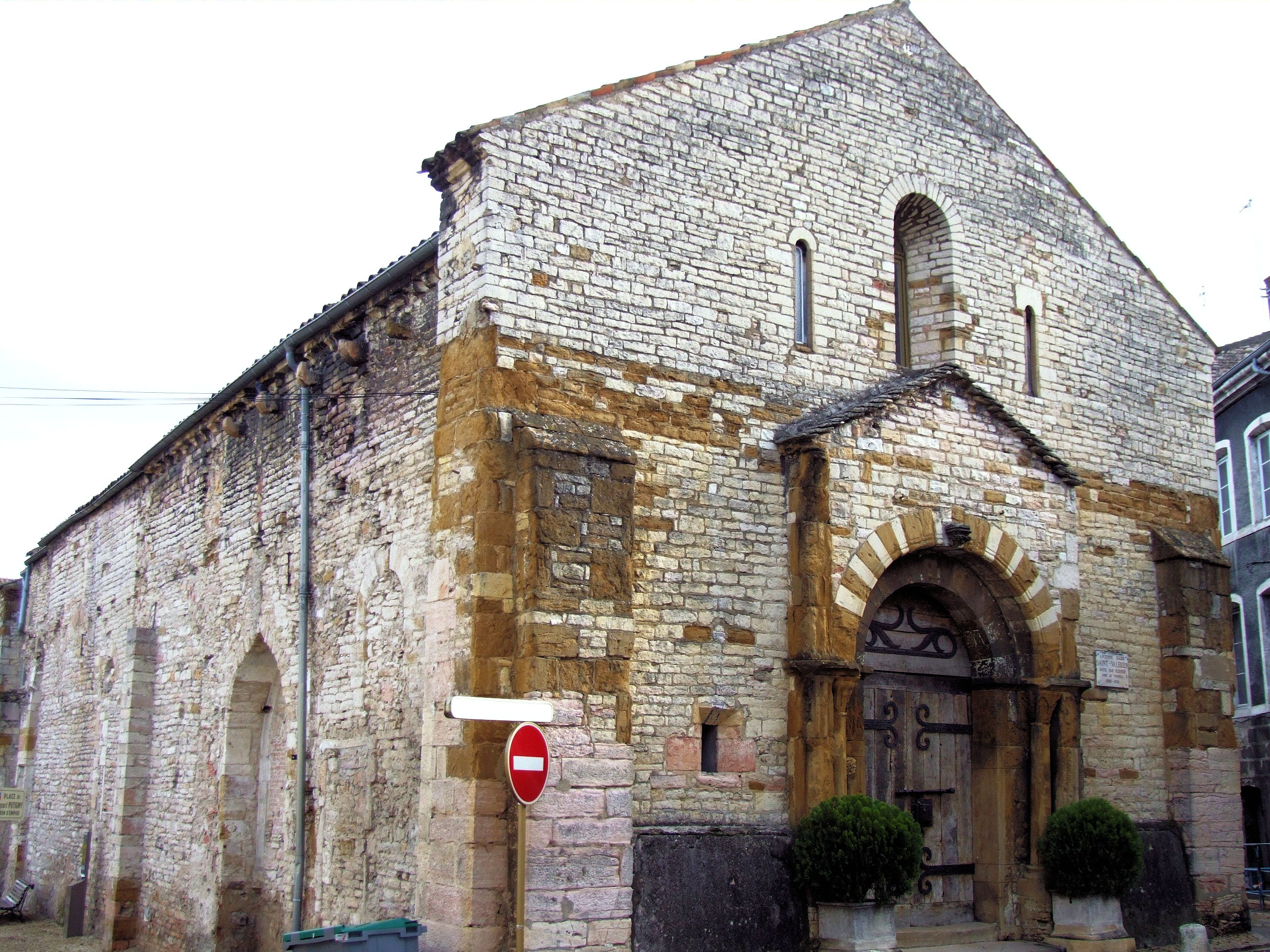
L'église Saint-Valérien de Tournus.

### Personnalités liées à la commune

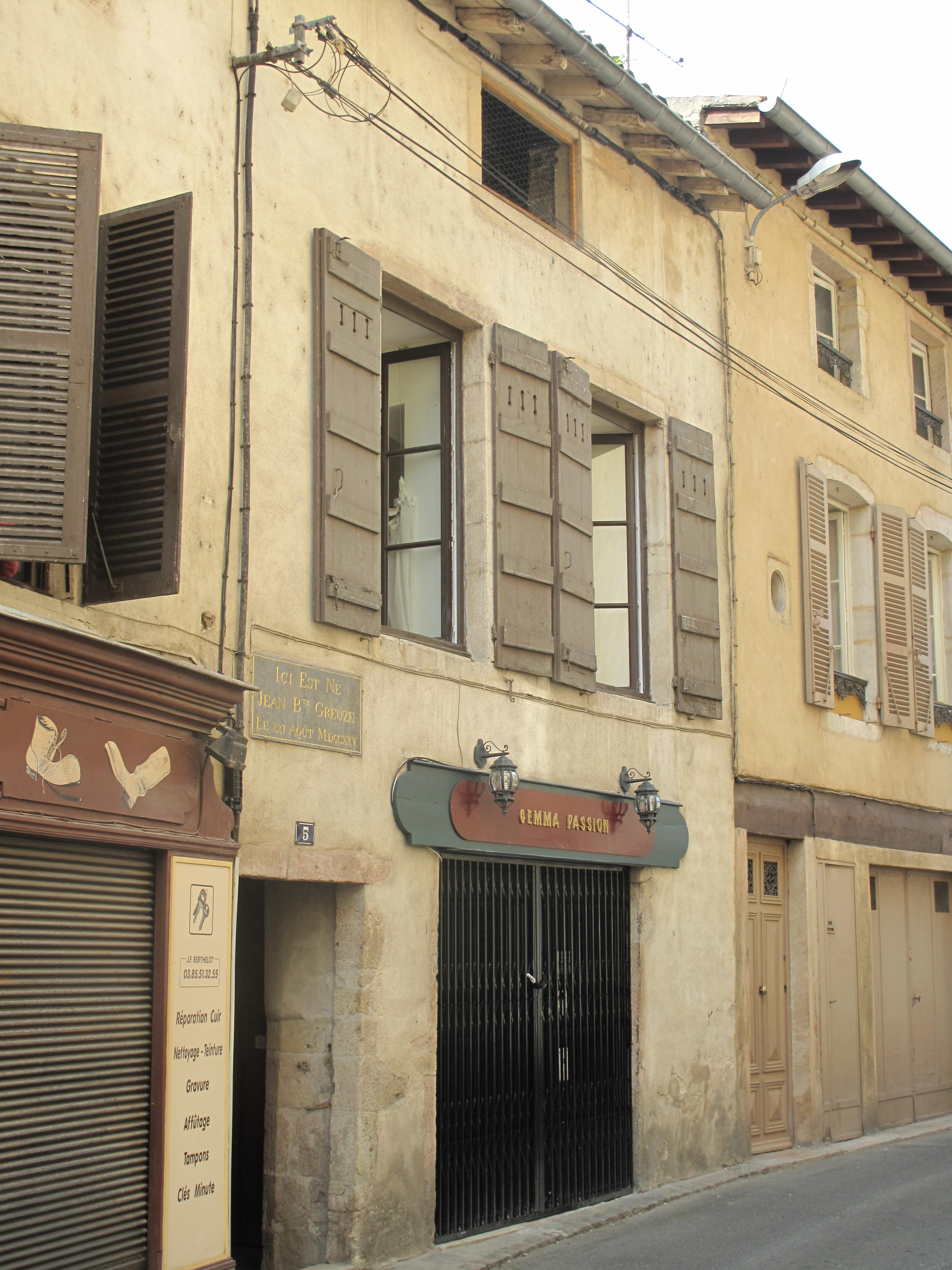
Maison natale de Jean-Baptiste Greuze.

- Le roi Louis XI y séjourna le dimanche 14 avril 1482, en effectuant un pèlerinage vers Saint-Claude[80].
- Jean Magnon (1621-1662), dramaturge, poète, assassiné le 17 avril 1662 par des voleurs à Paris sur le Pont-neuf[81].
- Pierre Juénin (1668-1747), chanoine et historiographe de Tournus.
- Jean-Baptiste Greuze, peintre français, né à Tournus le 21 août 1725.
- Simone Evrard, compagne de Jean-Paul Marat, née à Tournus le 6 février 1764.
- L. C. Marle (1795-1863), né à Tournus est un grammairien, connu pour avoir voulu réformer l'orthographe. Il a publié un Dictionnaire philologique et critique de la langue française en 1856.
- Alceste de Chapuys-Montlaville, né à Tournus (1800-1868), baron, député de Saône-et-Loire de 1833 à 1848, sénateur, préfet de l'Isère, historien.
- Léopold de Folin, océanographe, malacologiste, né à Tournus en 1817[82].
- Joseph Boulmier (1821 - 1885.), né à Tournus le 29 juillet 1821[83], est un poète, auteur de plusieurs ouvrages référencés à la B.N.F. dont : Odes saphiques (1822) ; Rimes loyales (1857) ; Légende d'un cœur (1861) ; Rimes brutales (1864), etc.
- Benedict Rougelet, sculpteur né à Tournus le 17 septembre 1834[84].
- Maurice Bonnefond Perrin de Puycousin, folkloriste, né à Tournus en 1856, créateur d'un Musée de la vie bourguignonne inauguré en 1926.
- Pierre Curillon, sculpteur, né à Tournus le 16 mars 1866 (et son frère François Curillon, né à Tournus en 1875, également sculpteur).
- Augustin Gonon (1869-1949), évêque de Moulins, né à Tournus.
- Albert Thibaudet, critique littéraire et essayiste, né à Tournus en 1874.
- Pierre Trémaux, architecte, orientaliste est mort à Tournus en 1895.
- Jean Faucillon, champion de France du 200 m (22"2/5) en 1935, puis industriel local et président de la ligue de Bourgogne d'athlétisme.
- Maëlle Pistoia, chanteuse, gagnante de la saison 7 de The Voice en 2018.
- Théo Hannoyer, rugbyman français originaire de Tournus y est né[85].

### Tournus dans la littérature
- L'histoire du roman Alpha Virginis de Frédéric Delval se passe largement à Tournus. L’abbaye Saint-Philibert de Tournus joue un rôle important dans le récit et de nombreux endroits de la ville y sont évoqués.

### Tournus dans les films
Claude Berri y a tourné en partie le film Lucie Aubrac en 1997.

## Pour approfondir